# 1957
Het jaar 1957 is een jaartal volgens de christelijke jaartelling.

## Gebeurtenissen
januari
- 1 - Saarland wordt opgenomen in de Duitse Bondsrepubliek.
- 1 - De Algemene Ouderdomswet (AOW) treedt in werking in Nederland.
- 3 - Het eerste elektronische horloge, de Hamilton Electric, komt op de markt.
- 13 - Het speelgoedbedrijf Wham-O produceert de eerste frisbee.
- 27 - De Pacifistisch Socialistische Partij wordt in Nederland opgericht.

februari
- 28 februari - De stripheld Guust Flater verschijnt voor het eerst in het tijdschrift Robbedoes.
- februari - De Aziatische griep breekt uit in Singapore. De ziekte komt waarschijnlijk uit de Chinese provincie Yunnan. Maar de gesloten Chinese Volksrepubliek deelt geen informatie met de rest van de wereld.

maart
- 6 - Ghana wordt onafhankelijk, als eerste in een reeks van landen in zwart Afrika.
- 17 - Bij een vliegramp op Cebu komt de president van de Filipijnen, Ramon Magsaysay om het leven.
- 25 - Ondertekening van het Verdrag van Rome: de oprichting van de Europese Economische Gemeenschap.
- In Barger-Oosterveld wordt het Tempeltje van Barger-Oosterveld blootgelegd.

april
- 1 - De Centrale Bank van Suriname (CBvS) wordt opgericht.
- 1 - India voert een decimaal geldstelsel in. De roepie wordt verdeeld in honderd paisa.
- 12 - In het Manifest van Göttingen protesteren achttien West-Duitse atoomgeleerden tegen het voornemen van Konrad Adenauer en Franz Jozef Strauss, om de Bundeswehr uit te rusten met Amerikaanse kernwapens.
- 25 - AFC Ajax neemt Johan Cruijff aan als lid. Een proefwedstrijd hoeft hij niet te spelen. Jeugdtrainer Jany van der Veen heeft hem in Betondorp in Amsterdam-Oost op straat zien voetballen en weet genoeg.
- april - De Aziatische griep bereikt Hongkong en Singapore.

mei
- 4 - De gouverneur van de Nederlandse Antillen onthult het Monument voor de gevallen op Curaçao, met een namenlijst. Ook op de andere vijf eilanden worden plaquettes onthuld met de namen van de gevallenen.
- 12 De Spaanse autocoureur Alfonso de Portago  vindt de dood bij een crash in de Mille Miglia. Op 40 kilometer afstand van Brescia krijgt de racewagen bij 250 km/h een klapband, slaat over de kop en belandt in een sloot. Bij het ongeluk komen ook zijn co-piloot Edmund Gurner Nelson en negen toeschouwers (onder wie vijf kinderen) om het leven. Er volgt een lange rechtszaak voor teambaas Enzo Ferrari en de organisatie van de Mille Miglia race wordt beëindigd.

juni
- 22 tot 29 - In het Centraal Comité van de Communistische Partij van de Sovjet-Unie woedt een machtsstrijd tussen partijleider Chroesjtsjov en een aantal stalinisten, onder wie Molotov en Malenkov. Chroesjtsjov trekt aan het langste eind en de "anti-partijgroep" wordt uit het Centraal Comité gezet.
- juni - De Aziatische griep wordt een wereldwijde pandemie.

juli
- 1 - In Amsterdam worden bij twaalf zebrapaden oranje knipperbollen geplaatst. Al snel blijken de automobilisten dit waarschuwingslicht massaal te negeren.
- 9 - De Staten van Friesland stellen officieel het wapen en de vlag van Friesland vast.
- 12 - De amerikaanse arts leroy burney legt voor het eerst verband tussen roken en longkanker.
- 15 - De KLM Constellation 'Neutron' stort vlak na de start door een fout van de piloot bij Biak (Nederlands-Nieuw-Guinea) in zee. 58 inzittenden, waaronder de hele crew, komen om. Er zijn tien overlevenden.
- 16 - De eerste supersonische transcontinentale vlucht van Californië naar New York in 3 uur, 23 minuten en 8 seconden door John Glenn.
- 21 - Het monumentale zeilschip Pamir vergaat in de orkaan Carry op 500 zeemijlen ten zuidwesten van de Azoren.
- 25 - De Republiek Tunesië wordt uitgeroepen, waarmee de monarchie wordt afgeschaft. Habib Bourguiba is de eerste president.
- 28 - Mexico wordt getroffen door een aardbeving van 7,5 op de schaal van Richter. In Mexico-Stad valt de Engel van het Onafhankelijkheidsmonument.

augustus
- 10 - De Friese Bond van Vogelwachters organiseert in Winsum de eerste jaarlijkse kampioenschappen fierljeppen. Kampioen wordt R. Jongema met een sprong van 10,20 meter.
- 14 - Sultan Mohammed V neemt de titel van Koning van Marokko aan.
- 31 - De Federatie van Malaya, in Nederland Malakka genoemd, wordt onafhankelijk.

september
- 17 - De Nederlandse minister van Volkshuisvesting Herman Witte slaat de eerste paal voor de nieuw te bouwen woonwijk Holtenbroek te Zwolle.
- 24 - Opening van het voetbalstadion camp Nou in Barcelona.
- 27 - Koning Haakon VII van Noorwegen overlijdt. Zijn zoon Olaf V volgt hem op.
- 28 - Koningin Juliana opent de Velsertunnel.
- 29 - Een explosie in de nucleaire fabriek van Kysjtym noodzaakt de Russen tot de evacuatie van tienduizend burgers. Toch slagen ze erin, het ongeluk en de gevolgen geheim te houden voor het westen.
- 29 - De Beneluxtrein gaat rijden tussen Amsterdam en Brussel.
- - Een boer aan de rand van Amsterdam brengt een pot met misvormde kikkers naar de bioloog Dick Hillenius, die ermee de publiciteit zoekt. De lozing van radioactief afvalwater door het Instituut voor Kernfysisch Onderzoek op de sloot, waarin de kikkers waren gevonden, lijkt de oorzaak. De atoomgeleerden ontkennen elk verband, maar moeten uiteindelijk hun lozingen staken.

oktober
- 4 - Lancering van Russische kunstmaan Spoetnik I.
- 10 - Een brand in de plutoniumfabriek van Windscale (Cumbrië) verontreinigt de omgeving met nucleair materiaal. Maar de Britten achten een evacuatie niet nodig.
- 14 - In Valencia (Spanje) stroomt de rivier Turia over waardoor het oude centrum van de stad zwaar wordt getroffen. Als gevolg van deze ramp komen meer dan 400 personen om het leven.* 17 - De dijk tussen het eiland Marken en het vasteland wordt gesloten.
- 17 - Zestig Meharisten nabij Timimoun komen in opstand tegen hun Franse bevelhebbers.
- 21 - De Wasserbüffel, de eerste Duitse duwboot, maakt haar eerste vaart op de Rijn met vier bakken van elk 1.250 ton capaciteit.[1][2][3]
- oktober - Eerste Nederlandstalige nummer van het Amerikaanse Reader's Digest, met een artikel van Lou de Jong over Anne Frank.

november
- 1 - invoering van een maximumsnelheid van vijftig kilometer per uur binnen de bebouwde kom in Nederland.
- 3 - Lancering van Russische kunstmaan Spoetnik II met aan boord de hond Laika.
- 17 - de dertien kolonels van het Geheim Leger die tijdens de oorlog zijn omgekomen, krijgen een monument op de Grote Zavel te Brussel.
- In België wordt de verbruikersorganisatie Test-Aankoop opgericht.

december
- 10 - De Indonesische premier Djoeanda stelt alle Nederlandse ondernemingen in het land onder beheer. Zijn Nederlandse ambtgenoot Drees doet een beroep op hem om Nederlanders die Indonesië willen verlaten, niets in de weg te leggen.
- 10 - De televisietoren van Goes wordt als eerste in Nederland in gebruik genomen.

zonder datum
- De Nederlandse Spoorwegen voltooien de overgang van gaslicht in de treinstellen op elektrisch licht.

## Muziek

### Klassieke muziek
- 1 januari: eerste uitvoering van het ballet The Prince of the Pagodas van Benjamin Britten/John Cranko
- 27 januari: eerste uitvoering van Ecloge voor piano en strijkorkest van Gerald Finzi
- 25 februari: eerste uitvoering van Symfonie nr. 9 van Kurt Atterberg
- 27 februari: eerste uitvoering van Lied van Kuujärvi van Uuno Klami
- 27 april: eerste uitvoering van De verloren zoon met muziek van Hugo Alfvén
- 22 juni: eerste uitvoering van de gereviseerde Symfonie nr. 1 van Karl Amadeus Hartmann

### Populaire muziek
De volgende platen worden hits:
- Andy Williams - Butterfly
- Bing Crosby & Grace Kelly - True Love

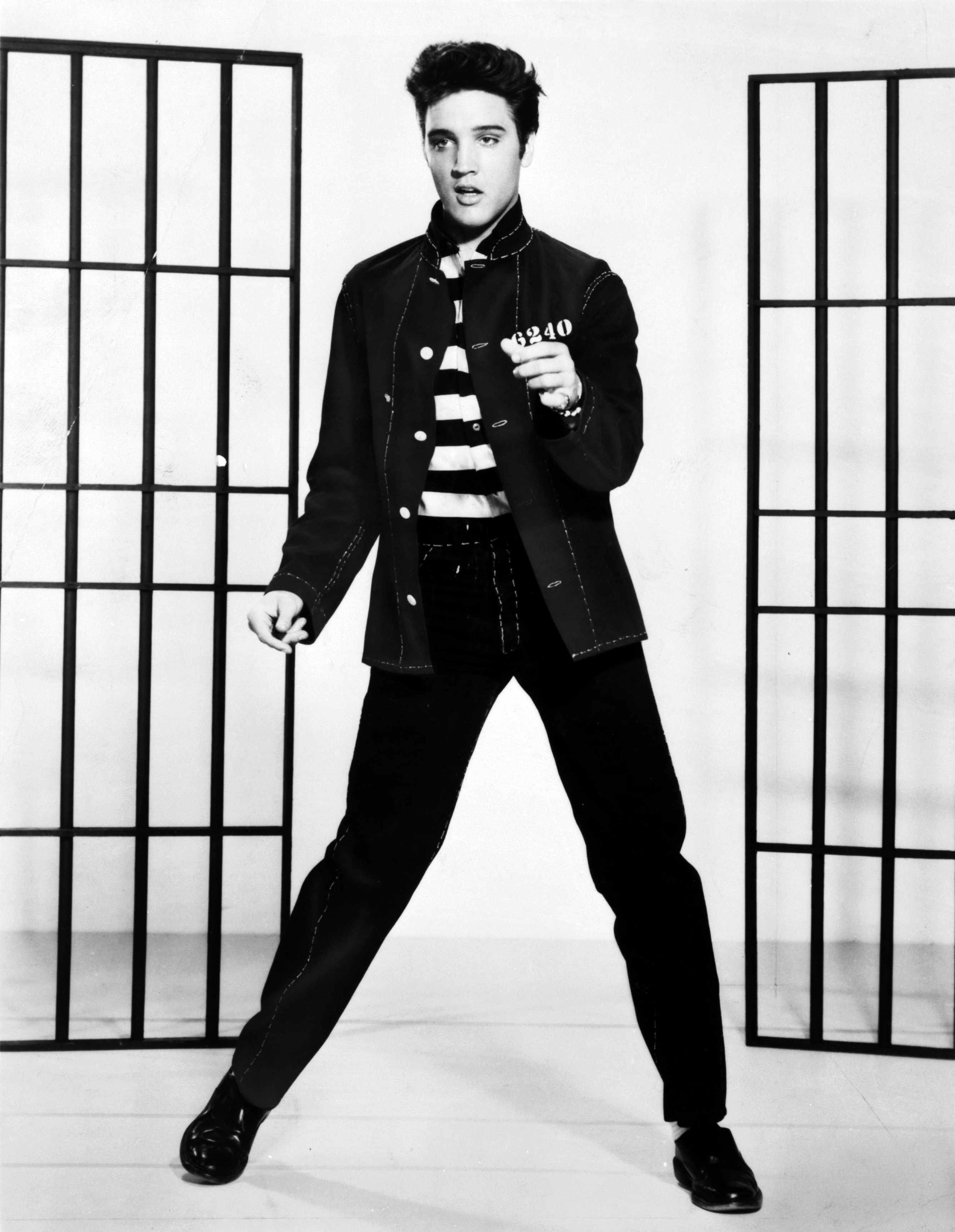
Elvis Presley, promoot Jailhouse Rock.

- The Butterflies - Kaik, Kaik, de Gait Van Piet
- Caterina Valente - Tipitipitipso
- Chris Barber's Jazz Band - Icecream
- Corry Brokken - De Messenwerper en Net Als Toen
- Debbie Reynolds - Tammy
- Dorus - Als ik Wist Dat je Zou Komen, M'n Volkstuin en twee motten
- Elvis Presley - All Shook Up, Jailhouse Rock en Teddy Bear
- The Everly Brothers - Bye Bye Love
- Fats Domino - Blueberry Hill, I'm Walking en When I See You
- Freddy - Heimatlos
- Guy Mitchell - Singing The Blues
- Harry Belafonte - Island in the Sun en The Banana Boat Song
- Helmut Zacharias - Addio Amore
- Herman Emmink - Tulpen Uit Amsterdam
- Johnny Hoes - Och was ik maar bij moeder thuisgebleven.
- Johnnie Ray - Yes Tonight, Josephine
- Joop de Knegt - Ik Sta op Wacht
- De Limburgse Zusjes - De Boerinnekes Dans
- Little Richard - Tutti Frutti
- Louis Armstrong & The All Stars - High Society Calypso
- Margot Eskens - Cindy, oh Cindy
- Max van Praag - Vliegenier
- Pat Boone - Bernardine, I'll Be Home en Love Letters in the Sand
- Paul Anka - Diana
- Peggy Lee - Mr. Wonderful
- Petula Clark - With All My Heart
- The Platters - Only You (And You Alone) en The Great Pretender
- Rijk de Gooyer en Johnny Kraaykamp - Die Ouwe Sopraan Uit de Jordaan en Ik Ben zo Blij
- De Selvera's - De Postkoets
- Sonny James - Young Love
- De Trekvogels (zangduo) - Achter Tralies, Kleine Schooier en Tussen Vier Muren
- Willy Alberti - Tani

## Beeldende kunst

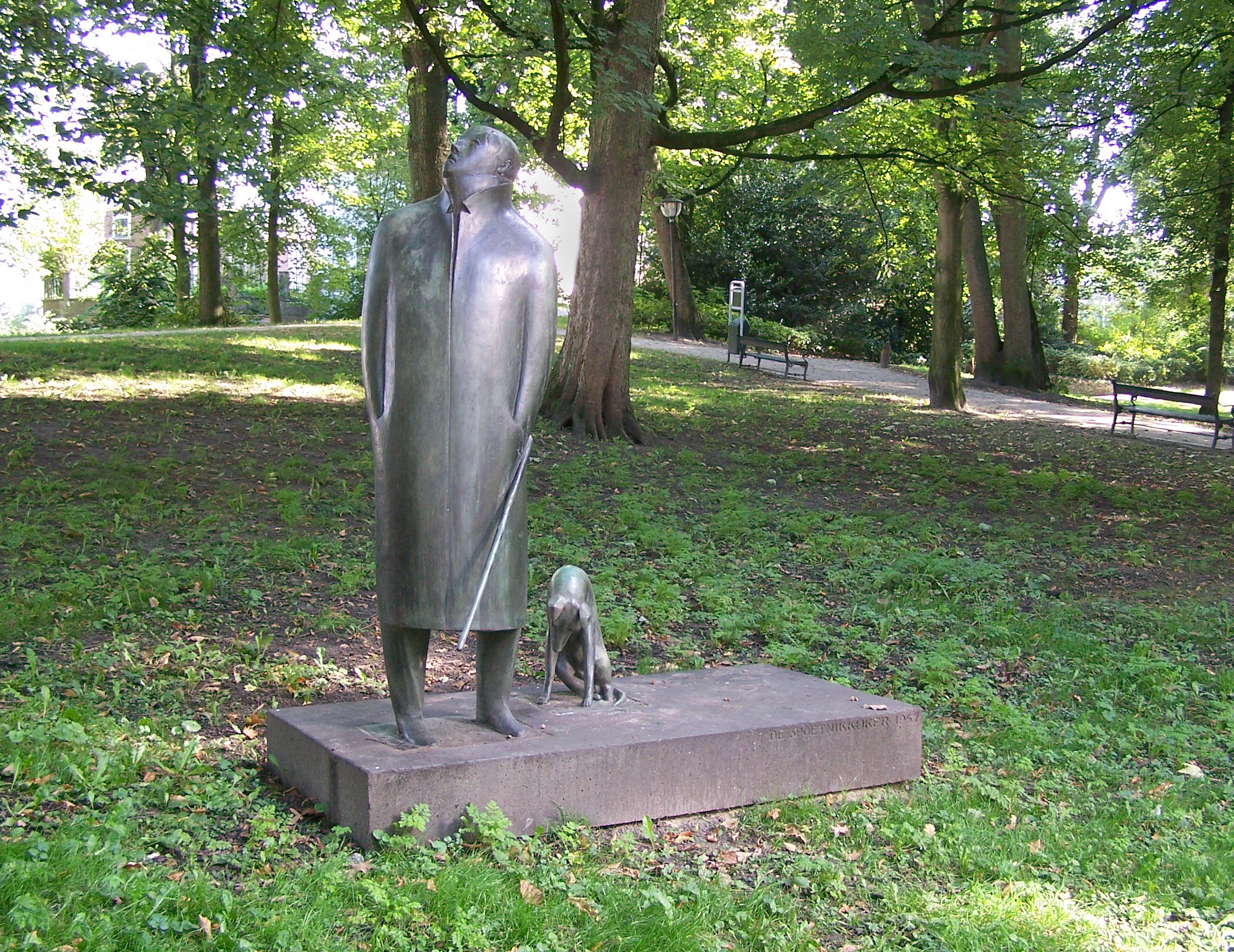
De spoetnikkijker (1957) Oswald Wenckebach, Utrecht
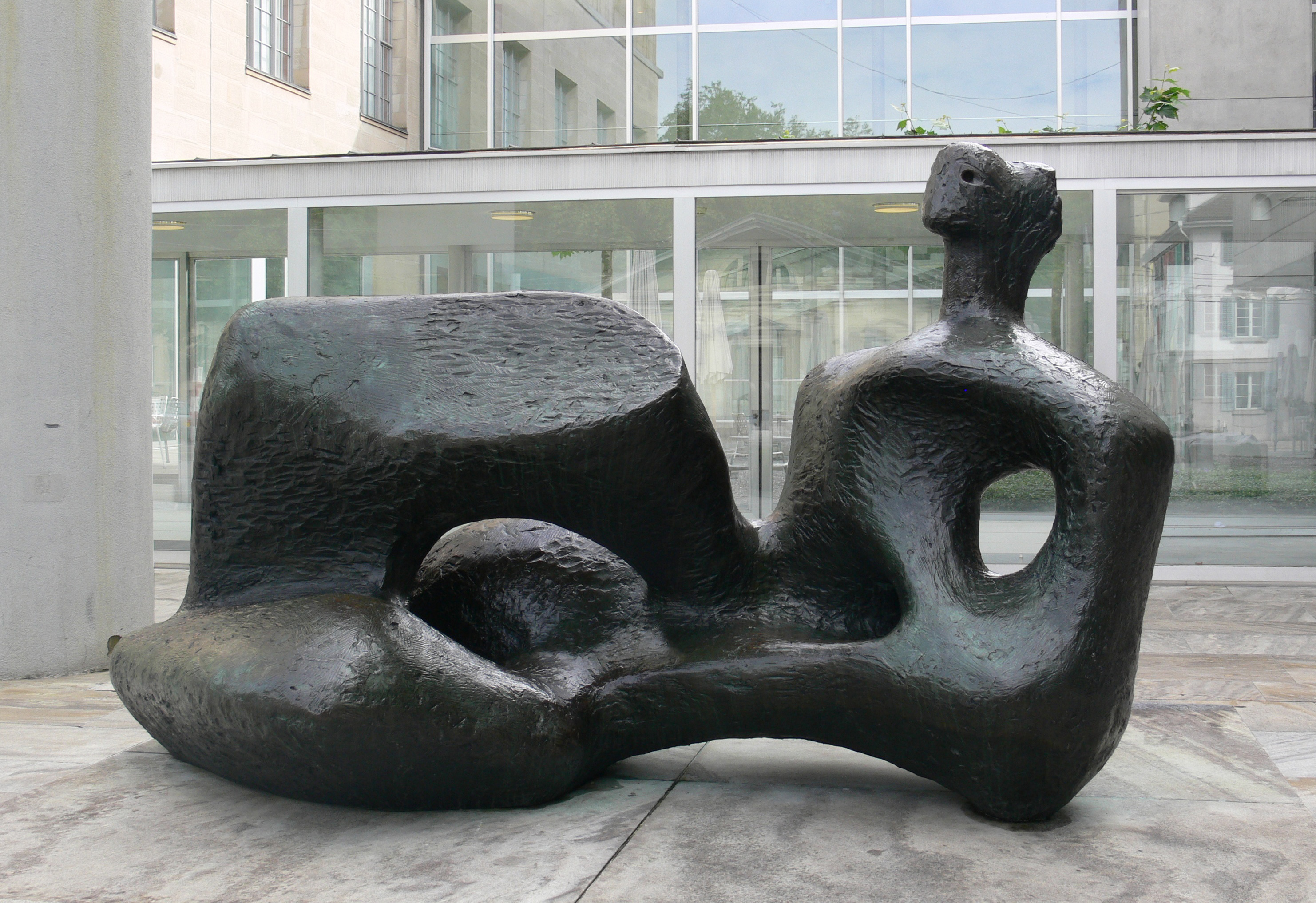
Liggende vrouwenfiguur (1957) Henry Moore, Kunsthaus Zürich

## Bouwkunst

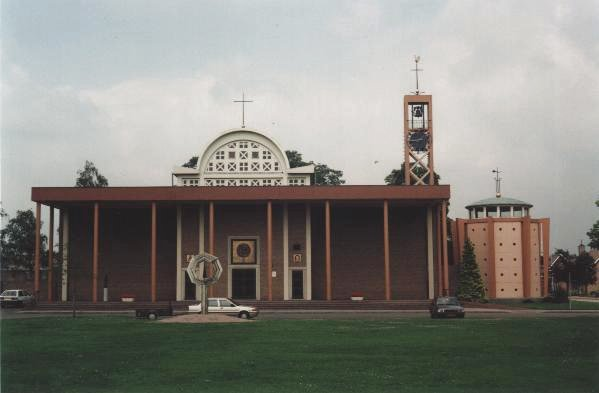
Sint-Willibrorduskerk, Neerkant (1957) Jos Deltrap

## Geboren

### januari

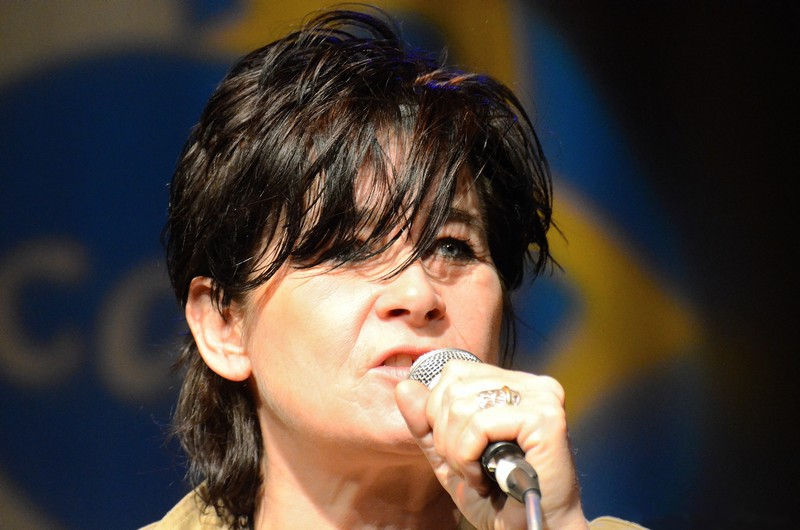
Frédérique Spigt,
geboren op 28 januari

- 1 - Erik Borgman, Nederlands hoogleraar theologie
- 1 - Vladimir Kiseljev, Sovjet-Russisch atleet (overleden 2021)
- 1 - Ramaz Sjengelia, Sovjet-Georgisch voetballer (overleden 2012)
- 1 - Evangelos Venizelos, Grieks politicus (PASOK)
- 2 - Beppe Gabbiani, Italiaans autocoureur
- 2 - Paul Meeus, Belgisch politicus
- 3 - Héctor Hoffens, Chileens voetballer
- 4 - Alan Carpenter, 28e premier van West-Australië
- 4 - Eric Goyvaerts, Belgisch weerman
- 4 - Rafael Nantes, Filipijns politicus (overleden 2010)
- 6 - Marc Borra, Belgisch atleet
- 8 - Ron Cephas Jones, Amerikaans acteur (overleden 2023)
- 9 - Casper van Eijck, Nederlands chirurg en onderzoeker
- 9 - Kees Plat, Nederlands zanger en songwriter
- 11 - Claude Criquielion, Belgisch wielrenner (overleden 2015)
- 11 - Bryan Robson, Engels voetballer en voetbalcoach
- 12 - Sergej Prichodko, Russisch politicus en diplomaat (overleden 2021)
- 13 - Ned Eisenberg, Amerikaans acteur (overleden 2022)
- 15 - Wiebe Buddingh', Nederlands vertaler
- 15 - Patrick Van Gompel, Belgisch journalist
- 18 - Arnoldo Iguarán, Colombiaans voetballer
- 20 - Aloe Alchanov, Tsjetsjeens politicus
- 20 - Ton Sprangers, Nederlands voetballer (overleden 2022)
- 21 - Alex Schillings, Nederlands muziekpedagoog, dirigent en trompettist
- 21 - Henk Veldmate, Nederlands voetballer en voetbalbestuurder
- 23 - Caroline Grimaldi, prinses van Monaco
- 24 - Adrian Edmondson, Brits acteur en komiek
- 25 - Ben van Berkel, Nederlands architect
- 25 - Frank Dundr, Oost-Duits roeier
- 25 - Luis Garavito, Colombiaans serieverkrachter en -moordenaar (overleden 2023)
- 25 - Jenifer Lewis, Amerikaans actrice
- 26 - Rolf Fringer, Oostenrijks voetballer en voetbalcoach
- 26 - Katrien Hoerée, Belgisch atlete (overleden 1994)
- 26 - Rita Spijker, Nederlands schrijfster
- 28 - Harald Hudak, Duits atleet (overleden 2024)
- 28 - Nick Price, Zimbabwaans golfer
- 28 - Frédérique Spigt, Nederlands zangeres
- 29 - Diane Delano, Amerikaans actrice (overleden 2024)
- 30 - Ingrid De Putter, Belgisch journaliste (overleden 2023)
- 30 - Payne Stewart, Amerikaans golfer (overleden 1999)
- 31 - Shirley Babashoff, Amerikaans zwemster en olympisch kampioene
- 31 - Gonny van Oudenallen, Nederlands producer, presentatrice, ondernemer en politica

### februari

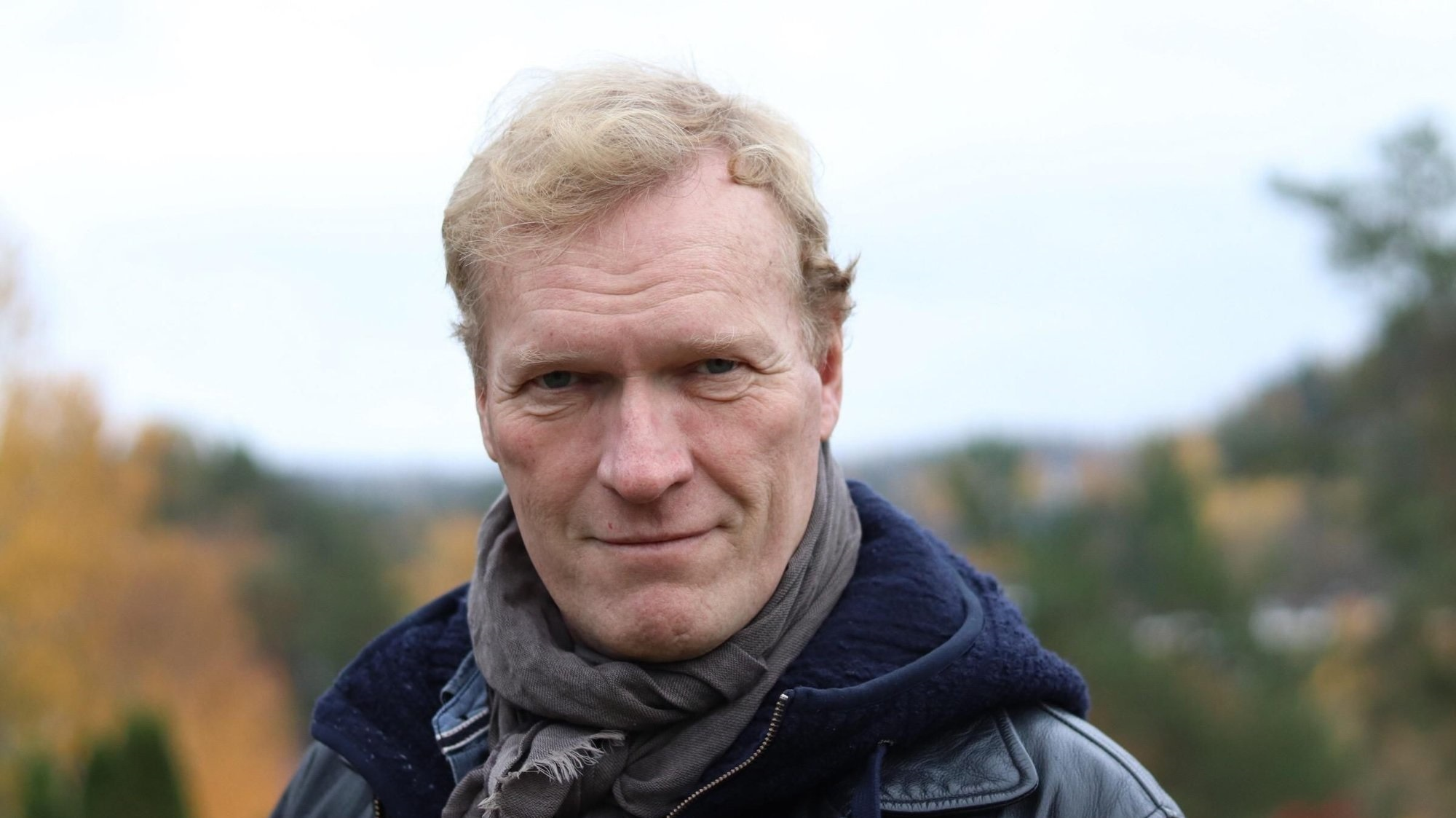
Sven Nordin,
geboren op 6 februari

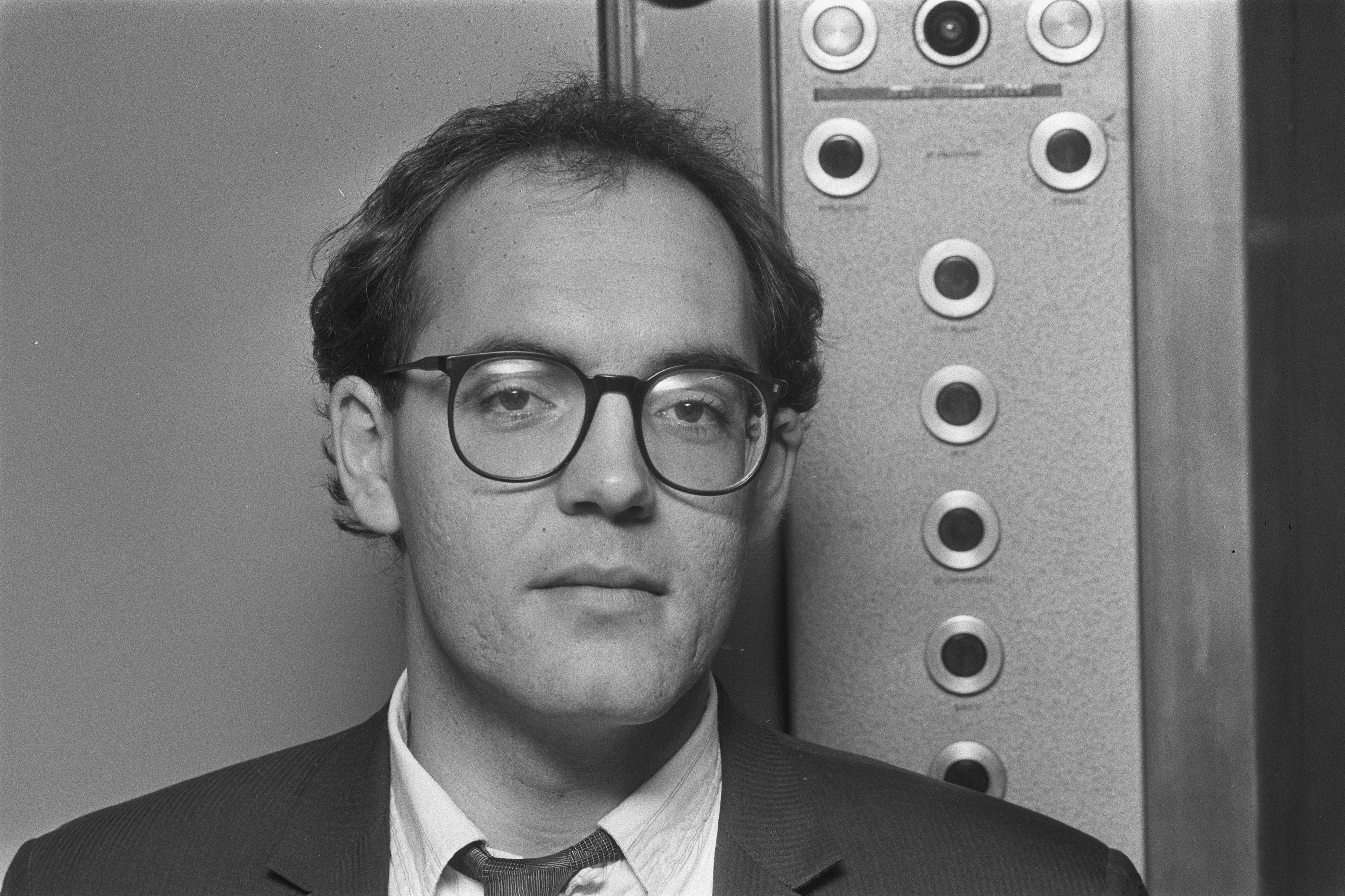
Lex Runderkamp,
geboren op 22 februari

- 1 - Marie-Christine Deurbroeck, Belgisch atlete
- 1 - Georger Hausemer, Luxemburgs auteur, vertaler en beeldend kunstenaar (overleden  2018)
- 1 - Walter Schachner, Oostenrijks voetballer en voetbalcoach
- 3 - Jan Kuitenbrouwer, Nederlands journalist en publicist
- 3 - Sima Samar, Afghaans politica en mensenrechtenverdedigster
- 3 - Koos Waslander, Nederlands voetballer en voetbaltrainer
- 4 - Porgy Franssen, Nederlands acteur en regisseur
- 4 - Evan Wolfson, Amerikaans advocaat en homoactivist
- 5 - Vinnie Colaiuta, Amerikaans drummer
- 5 - Gemma van Eck, Nederlands zangeres (Babe)
- 6 - Sven Nordin, Noors acteur
- 6 - Simon Phillips, Engels drummer
- 8 - Ton Vermeulen, Nederlands historicus en schrijver
- 9 - Gordon Strachan, Schots voetballer en voetbalmanager
- 11 - Peter Klashorst, Nederlands schilder en fotograaf (overleden 2024)
- 12 - Lupo Quiñónez, Ecuadoraans voetballer
- 12 - Joseph Siravo, Amerikaans acteur en filmproducent (overleden 2021)
- 16 - LeVar Burton, Amerikaans acteur
- 17 - Joop Schaminée, Nederlands botanicus
- 18 - Marita Koch, Duits atlete
- 19 - Falco, Oostenrijks zanger (overleden 1998)
- 20 - Haye van der Heyden, Nederlands (scenario)schrijver
- 21 - Stijn Coninx, Belgisch filmregisseur
- 21 - Hans Galjé, Nederlands voetballer en voetbaltrainer
- 21 - Renato, Braziliaans voetballer
- 22 - Asim Khudiev, Azerbeidzjaans voetbalscheidsrechter
- 22 - Lex Runderkamp, Nederlands (tv-)journalist
- 22 - Willie Smits, Nederlands-Indonesisch bosbouwkundige, natuurbeschermer en dierenrechtenactivist
- 22 - Hilde Van Dijck, Belgisch atlete
- 23 - Ria Brieffies, Nederlands zangeres (Dolly Dots) (overleden 2009)
- 23 - Francine Peeters, Belgisch atlete
- 24 - Rafael Gordillo, Spaans voetballer
- 24 - Tome, Belgisch stripauteur (overleden 2019)
- 25 - Joost Niemöller, Nederlands schrijver en journalist
- 25 - Aage Tanggaard, Deens jazzdrummer en platenproducer
- 26 - Honoré Ruyssen, Belgisch apotheker, fotograaf en beeldhouwer
- 26 - Astrid Seriese, Nederlands jazzzangeres
- 27 - Robert de Castella, Australisch atleet
- 27 - Timothy Spall, Engels acteur
- 28 - Jan Ceulemans, Belgisch voetballer en voetbalcoach

### maart

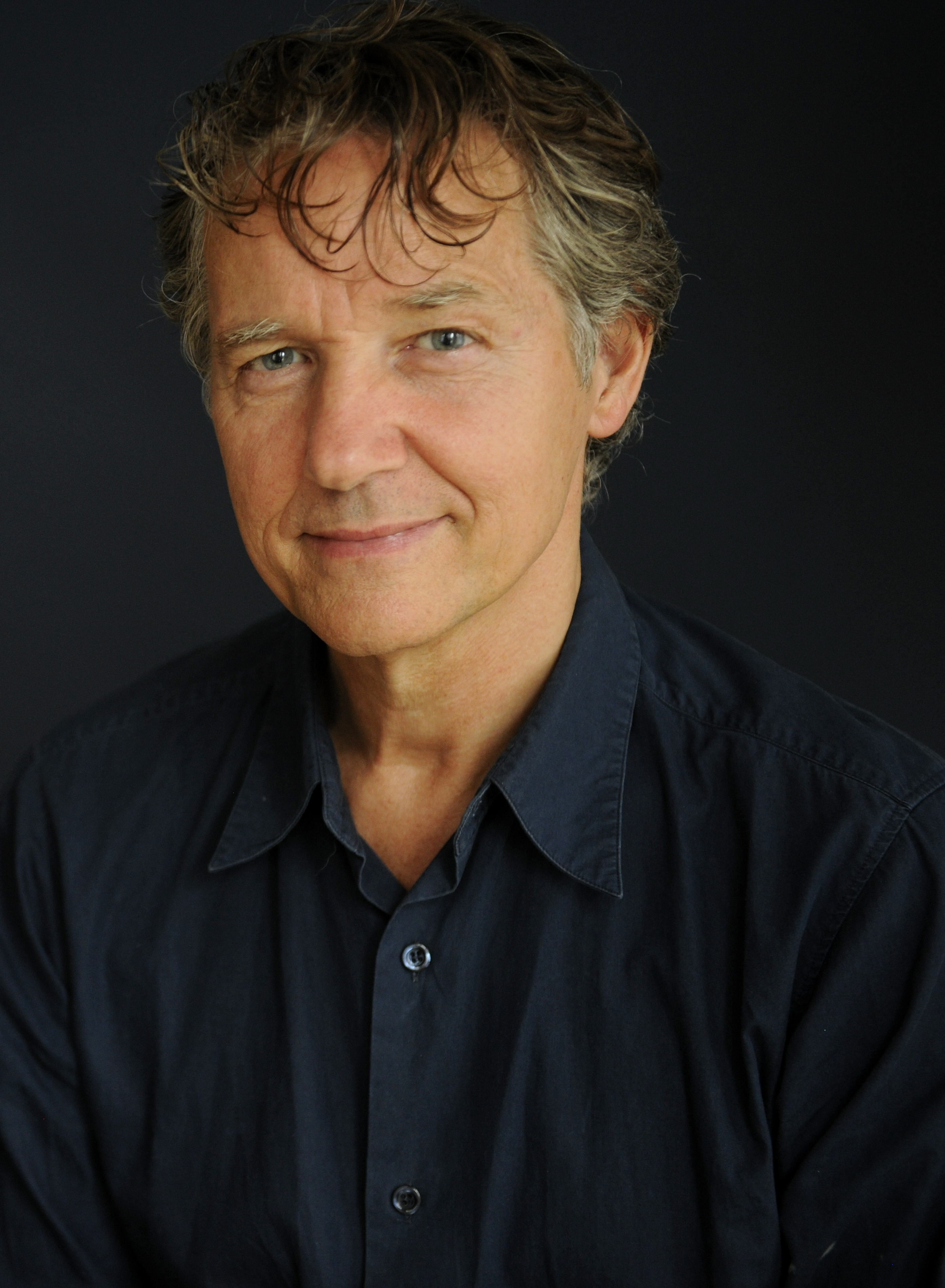
Thom Hoffman,
geboren op 3 maart

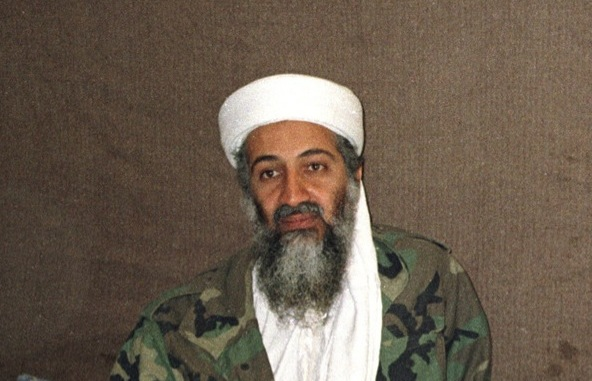
Osama bin Laden,
geboren op 10 maart

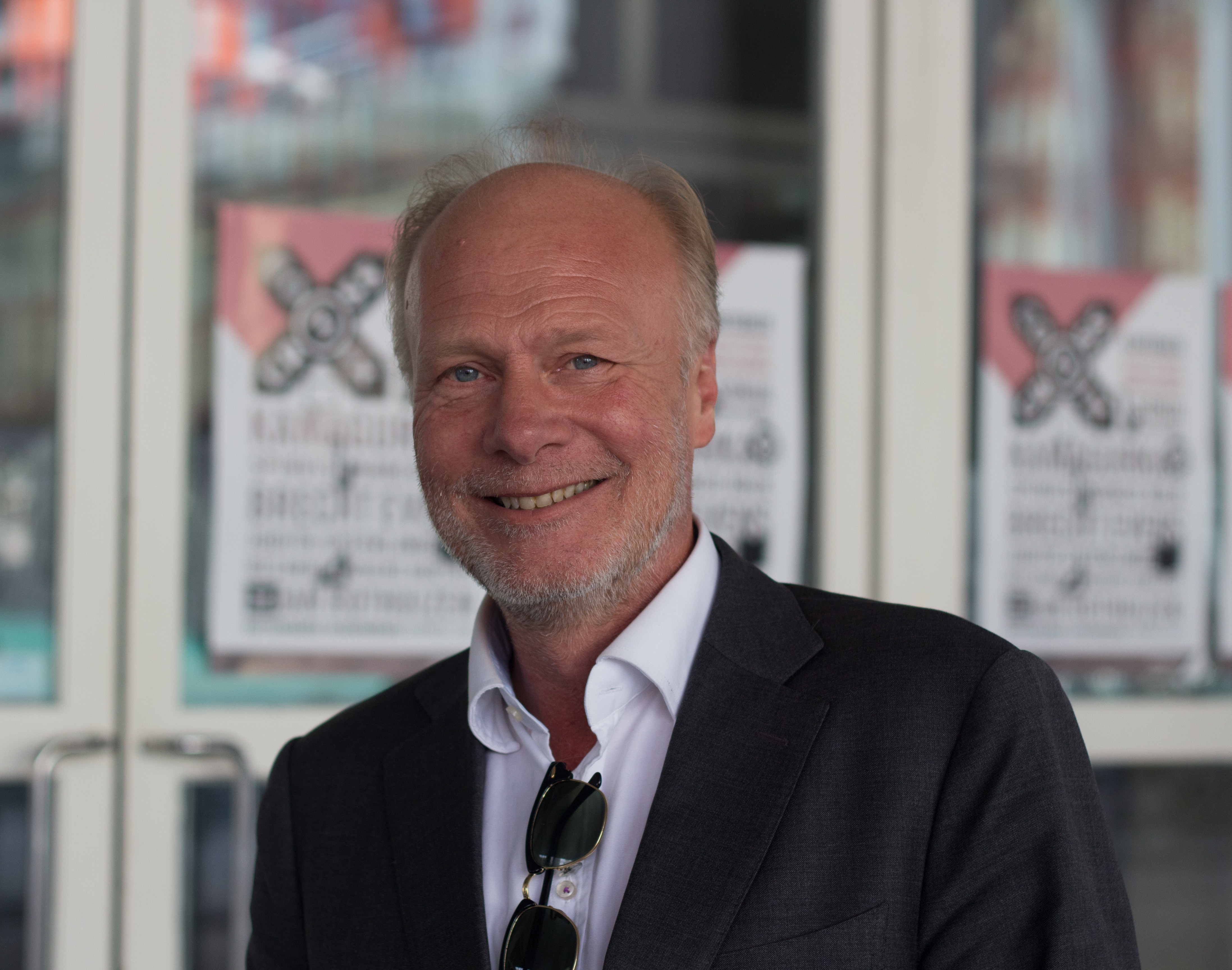
Hanco Kolk,
geboren op 11 maart

- 2 - René Gude, Nederlands filosoof en schrijver (overleden 2015)
- 3 - Thom Hoffman, Nederlands acteur en fotograaf
- 5 - Sjarel Ex, Nederlands kunsthistoricus en museumdirecteur
- 6 - Mark Uytterhoeven, Belgisch televisiepresentator
- 8 - Kathleen Ferrier, Nederlands politica
- 8 - Dick Schoof, Nederlands politicus en voormalig topambtenaar
- 8 - Jaap Smit, Nederlands politicus en bestuurder; CdK van Zuid-Holland
- 9 - Dirk Vanderherten, Belgisch atleet
- 10 - Osama bin Laden, Saoedi-Arabisch terrorist, leider van Al Qaida (overleden 2011)
- 10 - Oesje Soekatma, Surinaams-Nederlands musicus (overleden 2025)
- 10 - Shannon Tweed, Canadees actrice en model
- 11 - Jelena Achmilovskaja, Amerikaans/Russisch schaakster
- 11 - Hanco Kolk, Nederlands striptekenaar en -schrijver
- 11 - Dirk Jan Postel, Nederlands architect
- 12 - Patrick Battiston, Frans voetballer
- 12 - Andrej Lopatov, Russisch basketbalspeler (overleden 2022)
- 12 - Erik Mesie, Nederlands zanger (Toontje Lager)
- 13 - Marcellino Lucchi, Italiaans motorcoureur
- 14 - Peter Boeve, Nederlands voetballer en voetbaltrainer
- 14 - Franco Frattini, Italiaans politicus (overleden 2022)
- 14 - Arthur Hoyer, Nederlands voetballer
- 14 - Jean van de Velde, Nederlands regisseur, scenarioschrijver en producer
- 15 - Roger Albertsen, Noors voetballer (overleden 2003)
- 15 - Víctor Muñoz, Spaans voetballer en voetbalcoach
- 17 - Jermaine Stewart, Amerikaans zanger (overleden 1997)
- 17 - Maurizio Vitali, Italiaans motorcoureur
- 18 - Jetta Klijnsma, Nederlands politica
- 18 - Henri van Zanten, Nederlands (performance)kunstenaar (overleden 2020)
- 20 - Jean Castaneda, Frans voetballer en voetbalcoach
- 20 - John Grogan, Amerikaans schrijver en journalist
- 20 - Spike Lee, Amerikaans filmregisseur
- 21 - Marja Wokke, Nederlands atlete
- 22 - Stephanie Mills, Amerikaans zangeres
- 23 - Amanda Plummer, Amerikaans actrice
- 24 - Roderik Bouwman, Nederlands hockeyer
- 24 - Mário Marques, Braziliaans voetballer
- 26 - Oliver Hirschbiegel, Duits regisseur
- 28 - Harvey Glance, Amerikaans atleet (overleden 2023)
- 29 - Rob van Hulst, Nederlands acteur en ondernemer

### april

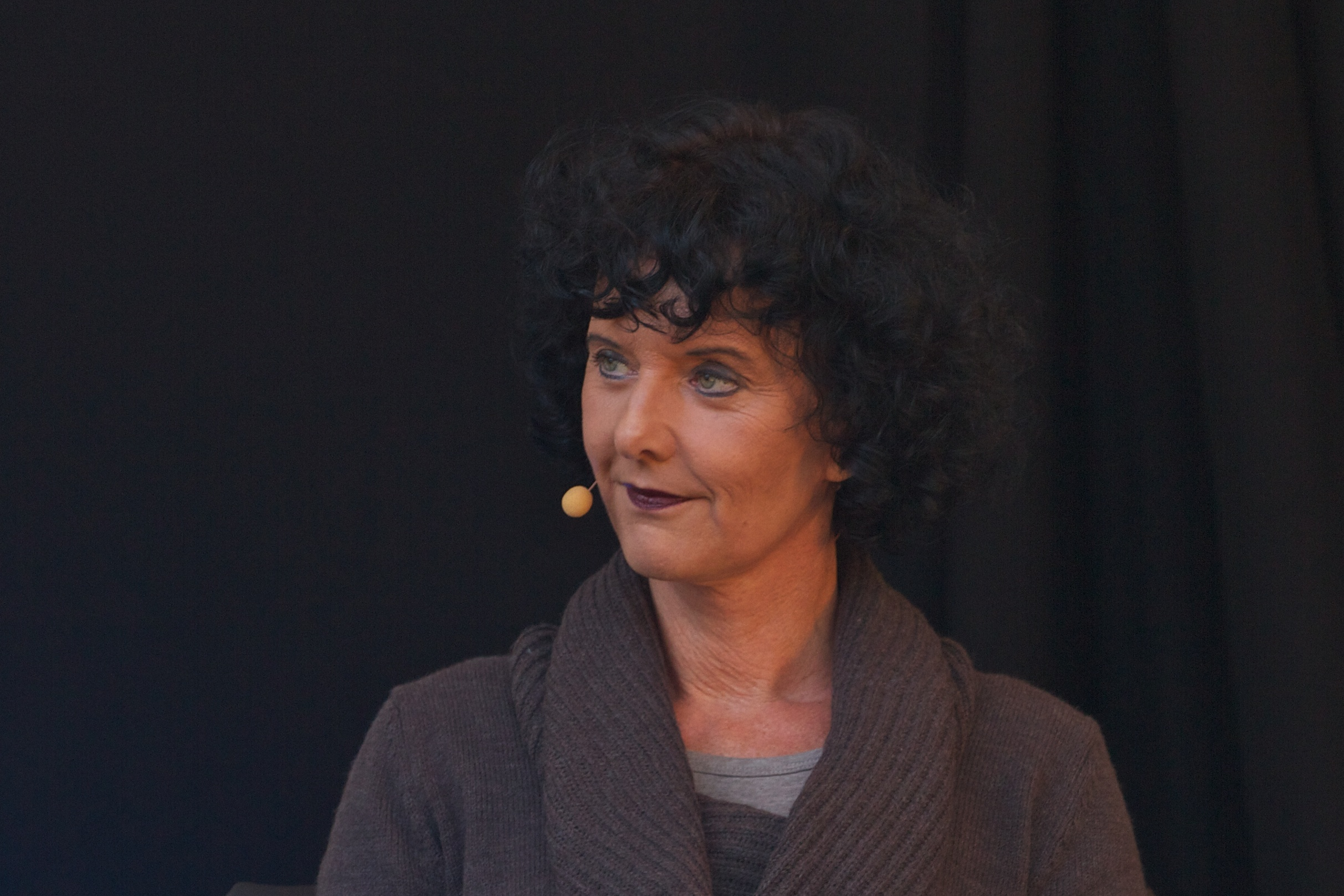
Unni Lindell,
geboren op 3 april

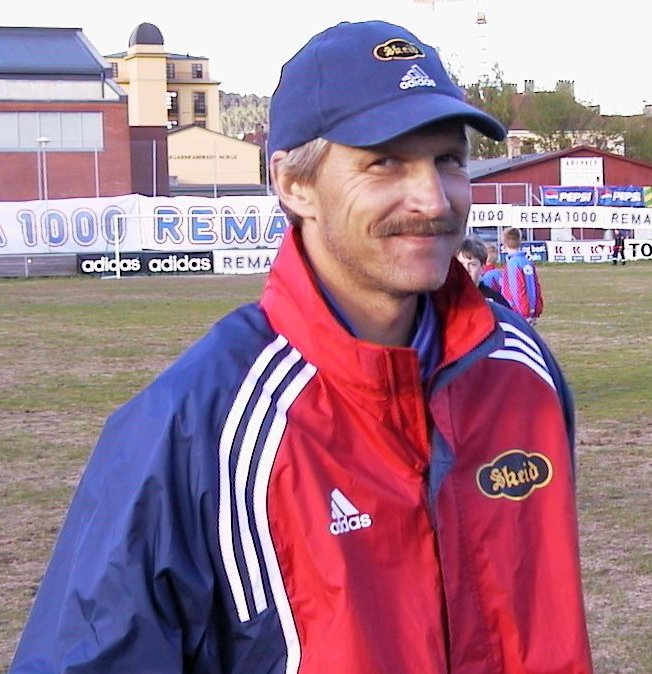
Hallvar Thoresen,
geboren op 12 april

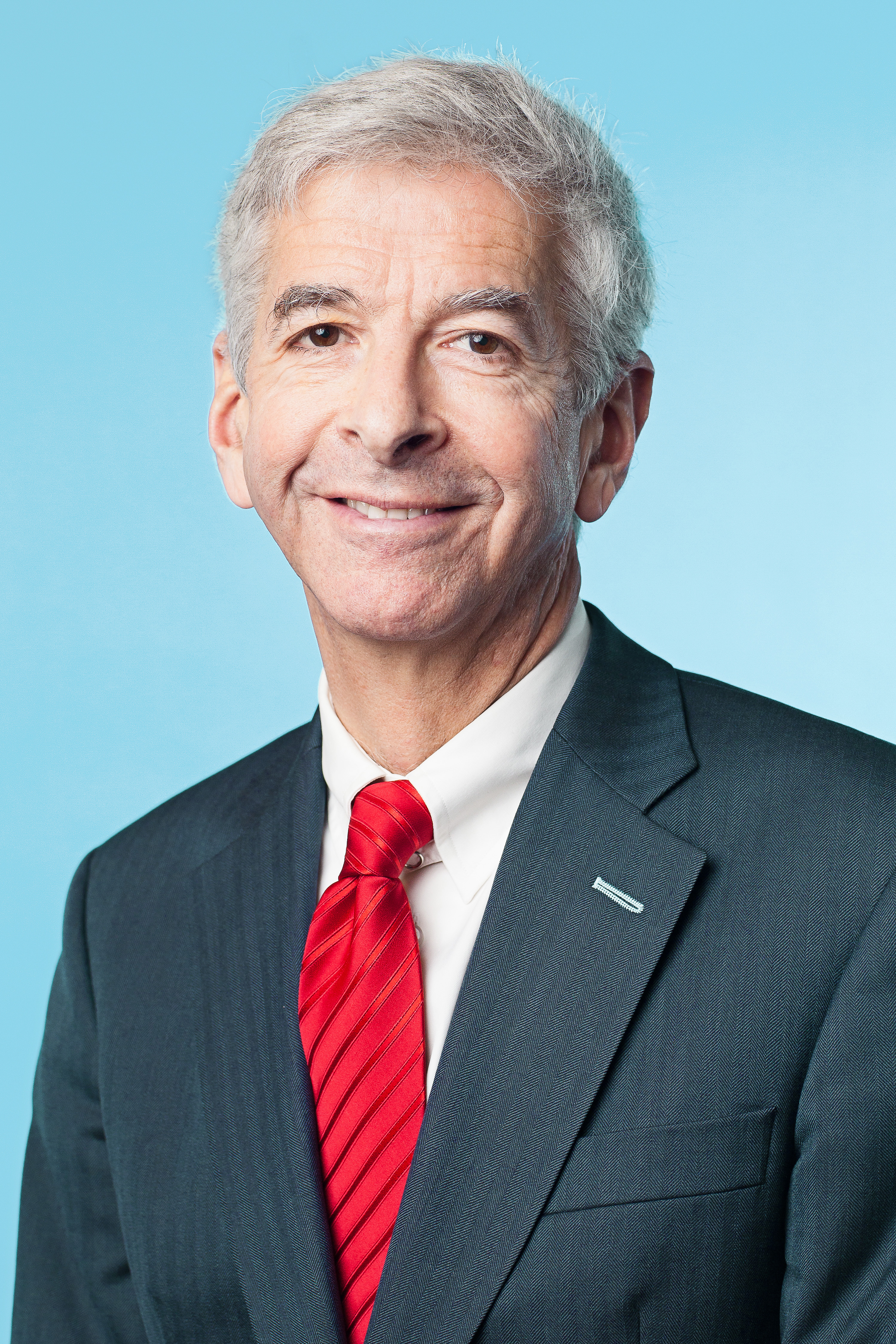
Ronald Plasterk,
geboren op 12 april

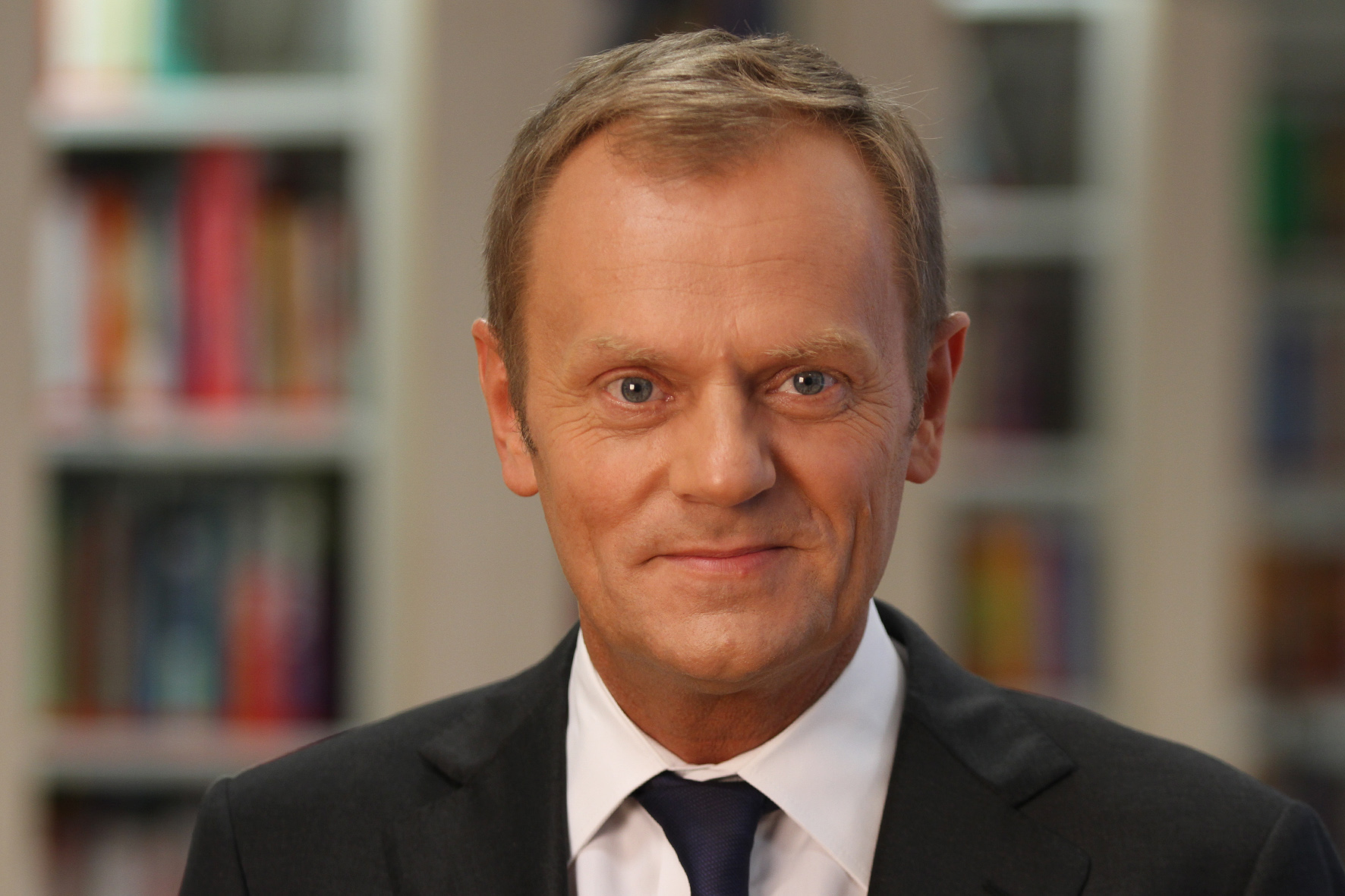
Donald Tusk,
geboren op 22 april

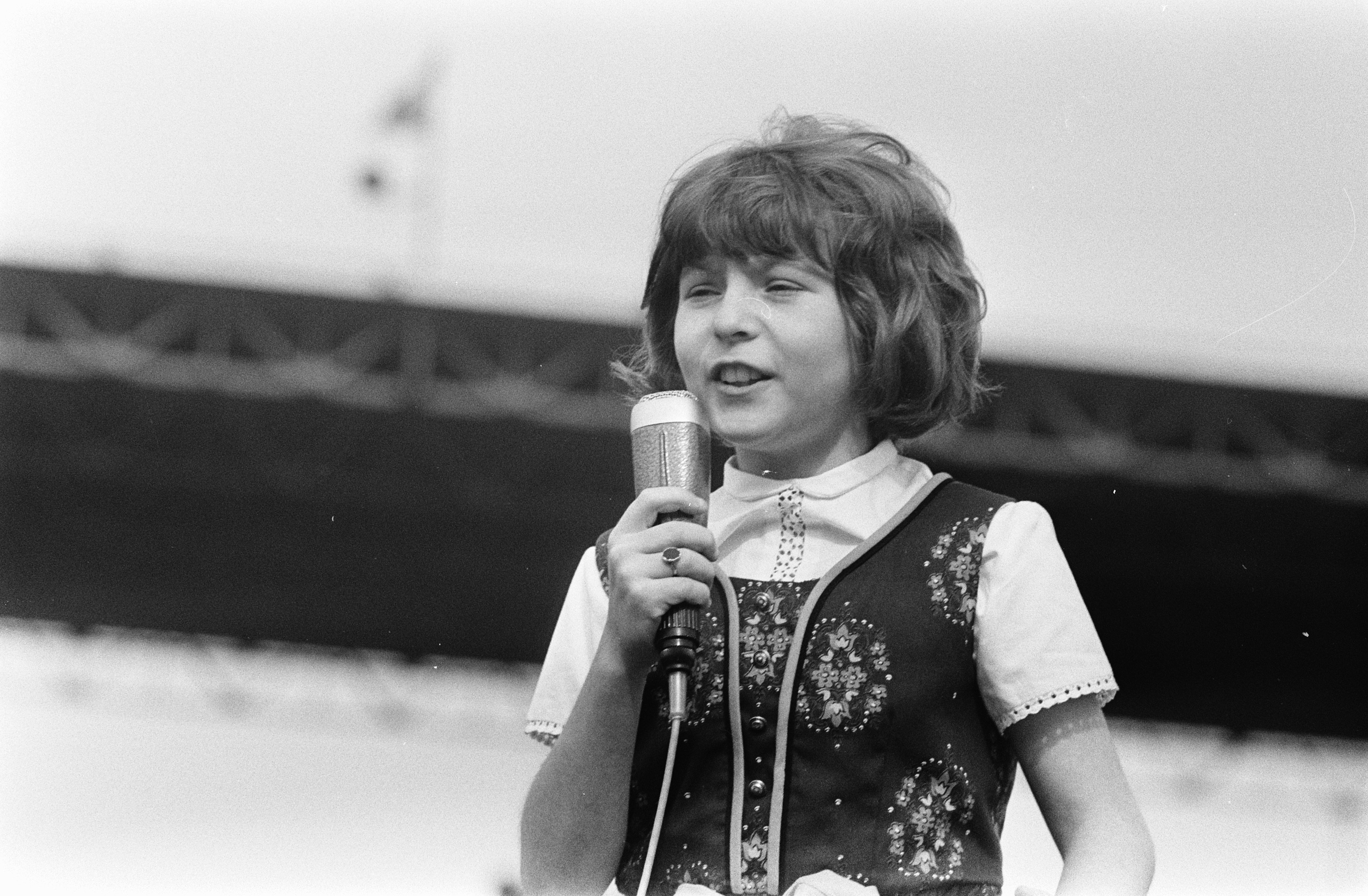
Wilma Landkroon,
geboren op 28 april

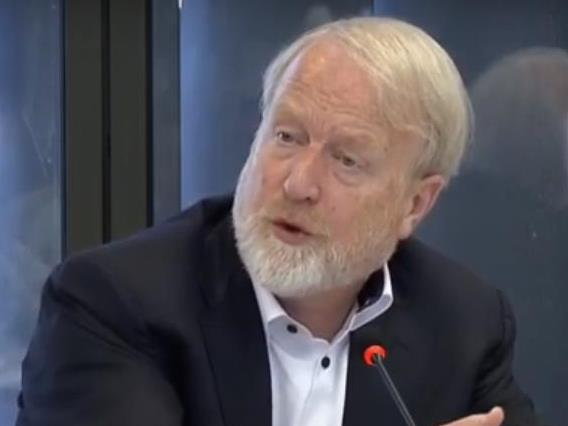
Jaap van Dissel,
geboren op 29 april

- 2 - Julien Michiels, Belgisch atleet
- 3 - Unni Lindell, Noors schrijfster en vertaalster
- 3 - Brigitte De Man, Belgisch actrice
- 3 - Martine van Os, Nederlands televisiepresentatrice
- 4 - Michiel van Kempen, Nederlands schrijver en literatuurhistoricus
- 6 - Maurizio Damilano, Italiaans snelwandelaar en olympisch kampioen
- 6 - Kees Wennekendonk, Nederlands  kunstenaar
- 9 - Severiano Ballesteros, Spaans golfspeler (overleden 2011)
- 10 - Henri Lenferink, Nederlands historicus, politicus en burgemeester
- 12 - Hallvar Thoresen, Noors voetballer
- 12 - Ronald Plasterk, Nederlands wetenschapper en voormalig politicus
- 13 - Siska Maton, Belgisch atlete
- 14 - Richard Jeni, Amerikaans stand-upcomedian en acteur (overleden 2007)
- 14 - Lineke Rijxman, Nederlands actrice
- 15 - Evelyn Ashford, Amerikaans atlete
- 15 - Koos Prinsloo, Zuid-Afrikaans schrijver en journalist (overleden 1994)
- 15 - Louie Psihoyos, Amerikaans fotograaf en documentairemaker
- 15 - Jiwansingh Sheombar, Surinaams militair (overleden 1982)
- 16 - Sjamil Abbjasov, Sovjet-Russisch/Kirgizisch atleet
- 16 - Periyasamy Chandrasekaran, Sri Lankaans politicus (overleden 2010)
- 16 - Patricia De Martelaere, Belgisch filosoof en hoogleraar (overleden 2009)
- 16 - Radamel García, Colombiaans voetballer (overleden 2019)
- 16 - Reinaldo Rueda, Colombiaans voetbalcoach
- 17 - Nick Hornby, Engels schrijver
- 19 - Midde Hamrin-Senorski, Zweeds atlete
- 19 - Marjoleine de Vos, Nederlands journaliste en columniste
- 20 - Richenel, Nederlands zanger (overleden 2020)
- 21 - Andrade, Braziliaans voetballer
- 21 - Sabri Saad El Hamus, Nederlands-Egyptisch acteur
- 22 - Donald Tusk, Pools (EU-)politicus
- 23 - Jan Hooks, Amerikaans actrice en comédienne
- 23 - Dieter Wiedenmann, West-Duits roeier (overleden 1994)
- 24 - Patrick Desruelles, Belgisch atleet
- 24 - Inge Ipenburg, Nederlands actrice
- 24 - Bamir Topi, Albanees politicus en president
- 24 - Jehannes Ytsma, Nederlands taalsocioloog (overleden 2005)
- 25 - Roch Marc Christian Kaboré, Burkinees politicus; president 2015-2022
- 25 - Theo de Rooij, Nederlands wielrenner en ploegleider
- 26 - Judith Ten Bosch, Nederlands schilderes en illustratrice
- 27 - Eric Bristow, Engels darter (overleden 2018)
- 27 - Bies van Ede, Nederlands schrijver en vertaler
- 28 - Rosine Wallez, Belgisch atlete
- 28 - Wilma, Nederlands zangeres
- 29 - Alberto Alesina, Italiaans econoom (overleden 2020)
- 29 - Jaap van Dissel, Nederlands infectioloog, hoogleraar en bestuurder
- 29 - Daniel Day-Lewis, Engels-Iers acteur en drievoudig Oscarwinnaar

### mei

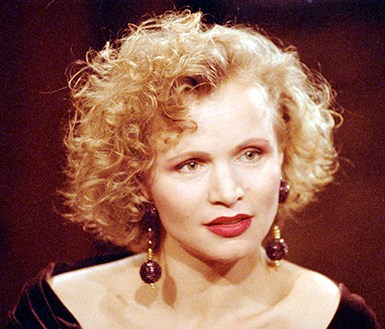
Renée Soutendijk,
geboren op 21 mei

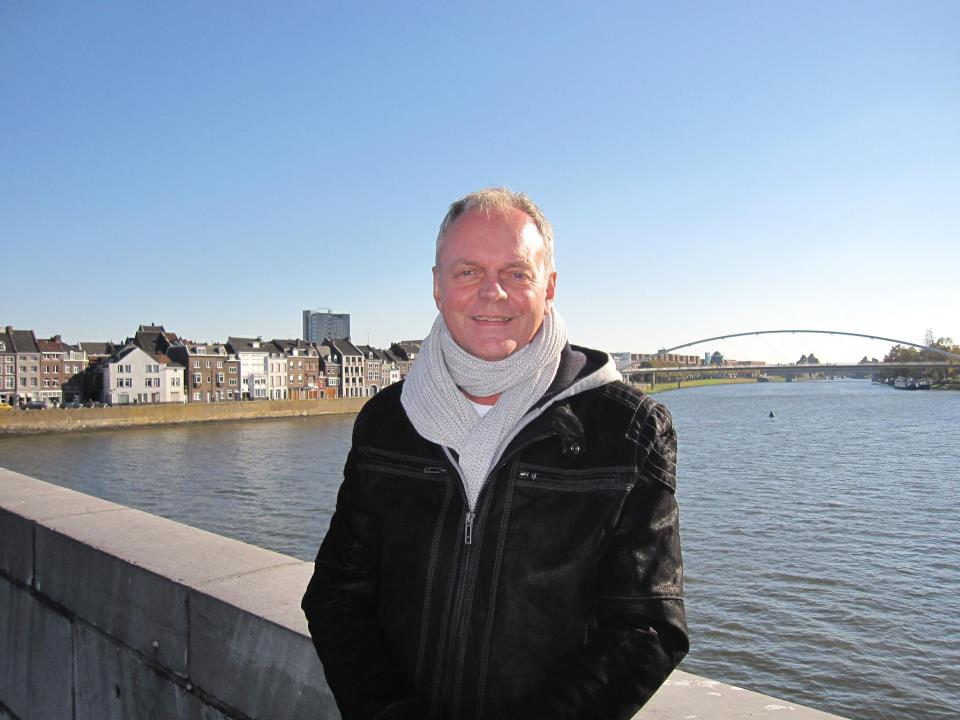
Bob van der Houven,
geboren op 28 mei

- 5 - Aad van Mil, Nederlands waterpoloër
- 6 - Karl-Erik Nilsson, Zweeds voetbalscheidsrechter
- 7 - Willem Letemahulu, Nederlands voetballer
- 8 - Bernd Krauss, Oostenrijks voetballer en voetbalcoach
- 8 - Marie Myriam, Frans zangeres
- 8 - Vesa Pulliainen, Fins voetballer
- 8 - Tiny Ruijs, Nederlands voetballer en voetbalcoach (overleden 2025)
- 9 - Fulvio Collovati, Italiaans voetballer
- 10 - Sid Vicious, Brits basgitarist (Sex Pistols) (overleden 1979)
- 11 - Peter North, Canadees pornoster
- 12 - Rita Horst, Nederlands regisseuse
- 13 - Carrie Lam, Hongkongs politica
- 15 - Juan José Ibarretxe, Baskisch minister-president
- 16 - Joan Benoit, Amerikaans atlete
- 17 - Peter Høeg, Deens schrijver
- 18 - Noureddine Farihi, Marokkaans-Belgisch acteur (overleden 2022)
- 18 - Wilfried Finkers, Nederlands cabaretier, broer van Herman Finkers
- 21 - Renée Soutendijk, Nederlands actrice
- 22 - Albert Boonstra, Nederlands zwemmer
- 22 - Jan Jaap Korevaar, Nederlands waterpoloër
- 22 - Lisa Murkowski, Amerikaans republikeins politica
- 23 - Jimmy McShane (Baltimora), Noord-Iers zanger (overleden 1995)
- 23 - Marinho, Braziliaans voetballer en voetbaltrainer (overleden 2020)
- 23 - Lydia Rood, Nederlands schrijfster
- 26 - Eric Kerremans, Belgisch acteur
- 27 - David Greenwood,  Amerikaans basketballer (overleden 2025)
- 27 - Raimund Hörmann West-Duits roeier
- 28 - Paul van Buitenen, Nederlands EU-topambtenaar en klokkenluider
- 28 - Michael Dürsch, West-Duits roeier
- 28 - Bob van der Houven, Nederlands omroeper, stemacteur en dialoogregisseur
- 28 - Klaus Lindenberger, Oostenrijks voetballer
- 28 - Antonio López Habas, Spaans voetballer en voetbaltrainer
- 28 - Frank Schätzing, Duits schrijver
- 29 - Bobby Hamilton, Amerikaans autocoureur (overleden 2007)

### juni

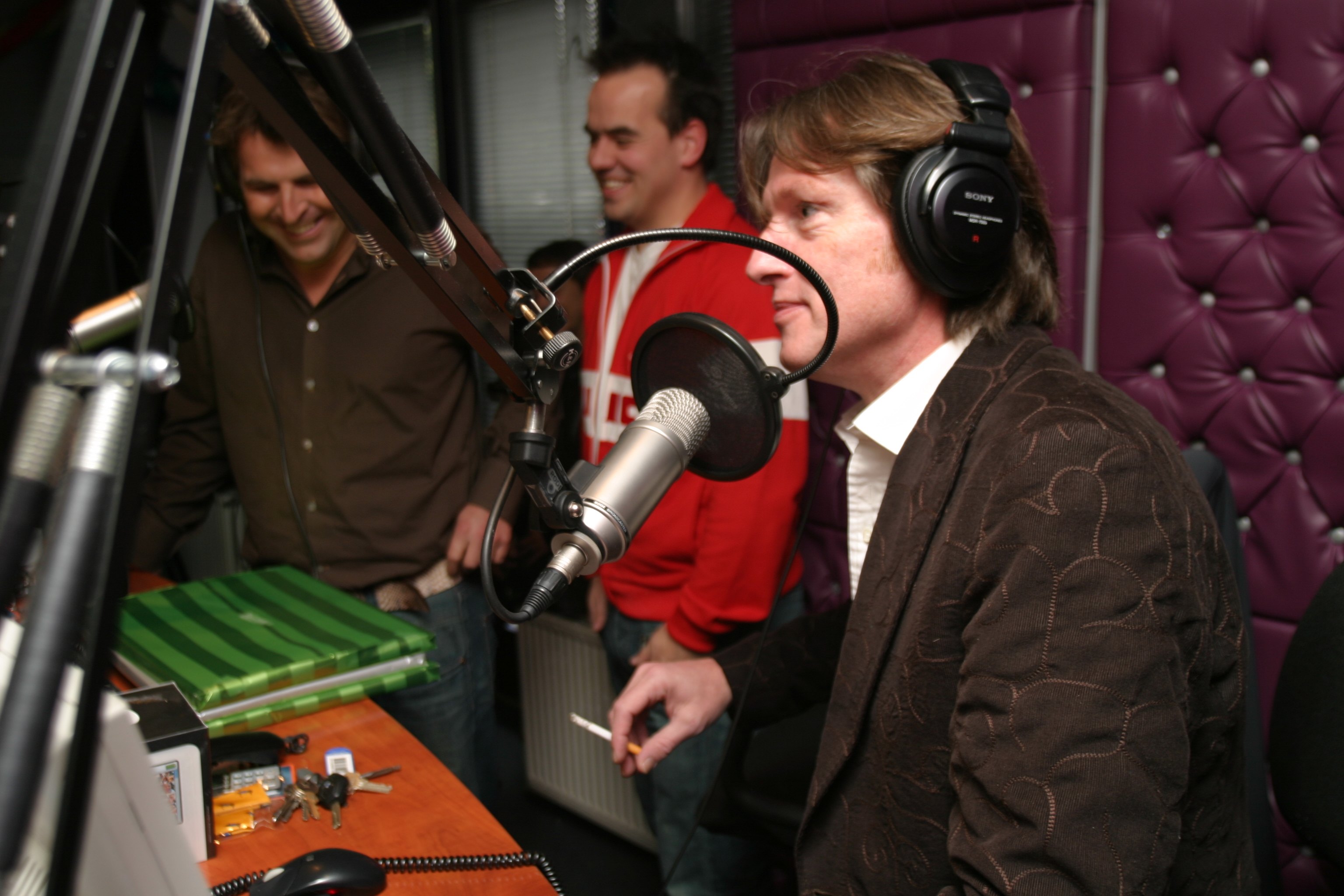
Erik de Zwart,
geboren op 16 juni

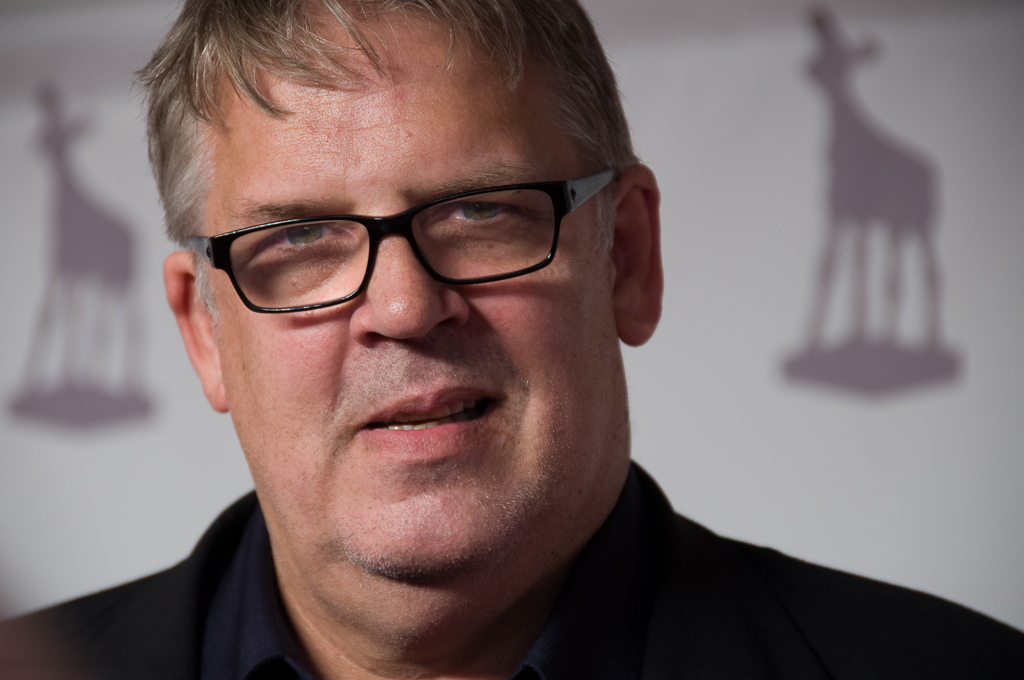
Jack Wouterse,
geboren op 17 juni

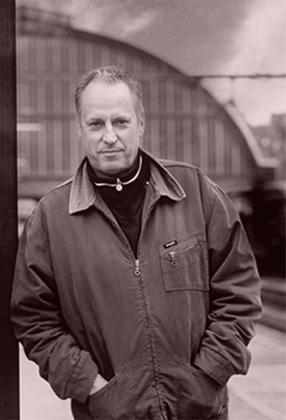
Jack Poels,
geboren op 27 juni

- 1 - Alphadi, pseudoniem van Seidnaly Sidhamed, Nigerees modeontwerper
- 1 - Yasuhiro Yamashita, Japans judoka
- 2 - Valeria Răcilă Roemeens roeister
- 2 - Mark Shreeve, Brits componist en toetsenist (overleden 2022)
- 4 - Anita Andriesen, Nederlands politica, gedeputeerde in de provincie Friesland (overleden 2008)
- 4 - Felix Rottenberg, Nederlands politicus en programmamaker
- 6 - Stefano Braschi, Italiaans voetbalscheidsrechter
- 10 - Lindsay Hoyle, Brits politicus
- 11 - Gianfranco Dalla Barba, Italiaans schermer (overleden 2024)
- 11 - Thom de Graaf, Nederlands politicus
- 12 - Lucie de Lange, Nederlands actrice, stemactrice en zangeres
- 13 - Fred Butter, Nederlands musicalzanger en acteur
- 14 - Maxi Jazz, Brits rapper; frontman van de dancegroep Faithless (overleden 2022)
- 15 - Dominique Deruddere, Belgisch cineast
- 15 - Patrick Van Gompel, Belgisch journalist
- 15 - Jill Mansell, Engels schrijfster
- 16 - Adri van Tiggelen, Nederlands voetballer
- 16 - Erik de Zwart, Nederlands radiomaker
- 17 - René van den Abeelen, Nederlands radio-dj
- 17 - Jack Wouterse, Nederlands acteur
- 18 - Klaas Touwen, Nederlands predikant
- 19 - Anna Lindh, Zweeds politicus (overleden 2003)
- 20 - Koko B. Ware, Amerikaans professioneel worstelaar
- 21 - Ineke van Gent, Nederlands politica
- 21 - Wivineke van Groningen, Nederlands actrice
- 21 - Luis Antonio Tagle, Filipijns aartsbisschop van Manilla (2011-2019); sinds 2020 curiekardinaal
- 21 - Freddy Veldkamp, Nederlands dirigent
- 22 - Russ Bray, Engels caller
- 22 - Anna Grue, Deens schrijfster
- 23 - Frances McDormand, Amerikaans film- en toneelactrice
- 24 - Terence 'Astro' Wilson, Brits-Jamaicaans muzikant (overleden 2021)
- 25 - William Goh, Singaporees r.k. bisschop
- 26 - Andrea Pininfarina, Italiaans autocarrosserieontwerper (overleden 2008)
- 27 - Gabriella Dorio, Italiaans atlete
- 27 - Erik Hamrén, Zweeds voetballer en voetbaltrainer
- 27 - Jack Poels, Nederlands zanger van Rowwen Hèze
- 28 - Annelie Botes, Zuid-Afrikaans schrijfster (overleden 2024)
- 28 - Paul Frommeyer, Duits atleet
- 28 - Guido Swinnen, Belgisch voetballer
- 29 - Roman Kozak, Russisch acteur (overleden 2010)
- 29 - Jon Ewo, Noors schrijver
- 30 - Zezé, Braziliaans voetballer (overleden 2008)

### juli

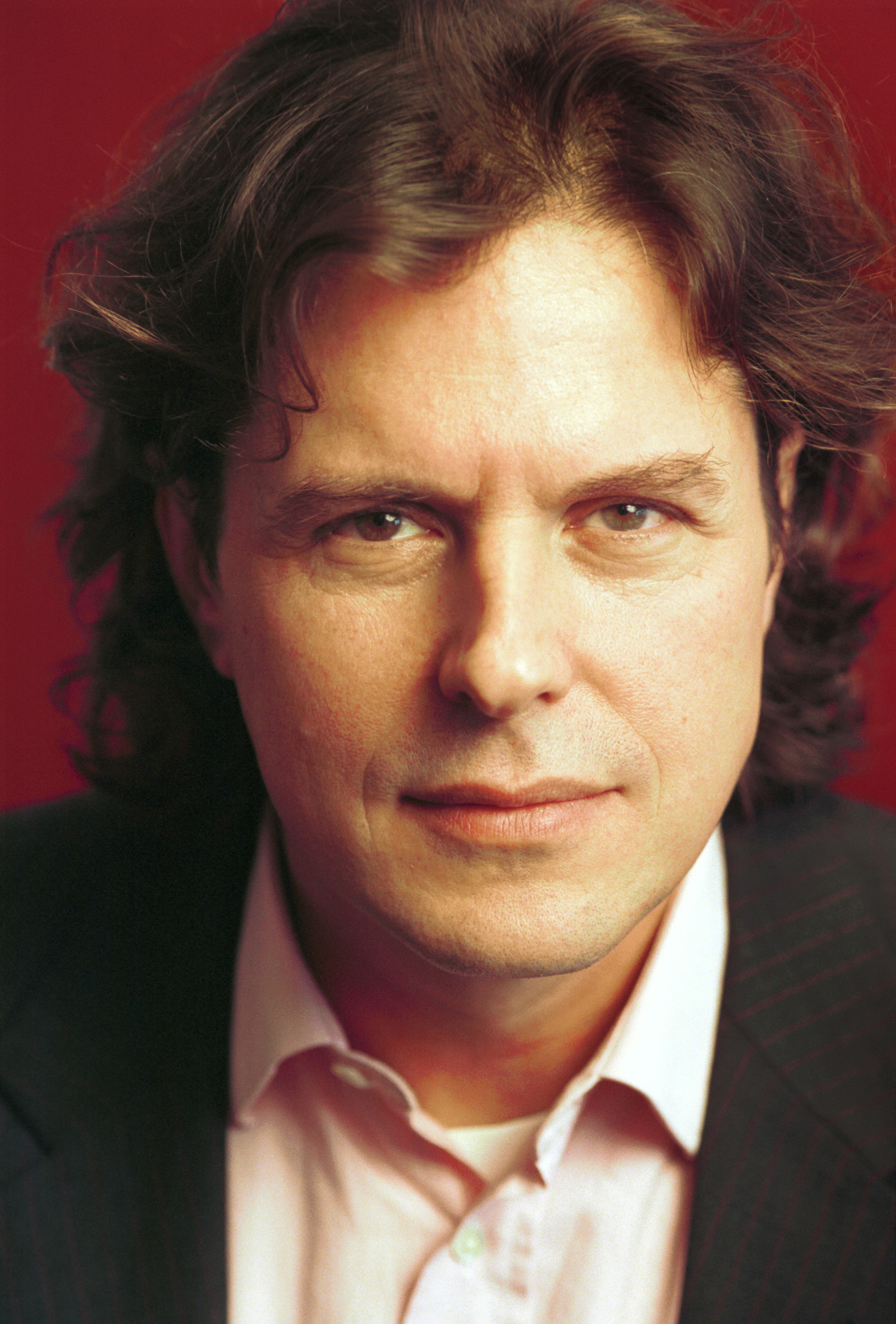
Arendo Joustra,
geboren op 19 juli

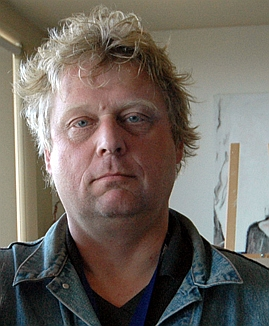
Theo van Gogh,
geboren op 23 juli

- 5 - Carlo Thränhardt, Duits atleet
- 9 - Marc Almond, Brits singer-songwriter
- 9 - Roland Bombardella, Luxemburgs atleet
- 9 - Kelly McGillis, Amerikaans actrice
- 9 - Paul Merton, Brits komiek en schrijver
- 10 - Cindy Sheehan, Amerikaans anti-oorlogsactiviste
- 12 - Götz Alsmann, Duits televisiepresentator, jazzpianist en -zanger
- 11 - Erwin van Ligten, Nederlandse gitarist, componist, zanger en producent
- 13 - Thierry Boutsen, Belgisch autocoureur
- 13 - Cameron Crowe, Amerikaans regisseur
- 14 - Mieke Pullen, Nederlands atlete (overleden 2003)
- 15 - Benjamin Vermeulen, Belgisch wielrenner
- 16 - Włodzimierz Smolarek, Pools voetballer (overleden 2012)
- 17 - Ángela Becerra, Colombiaans schrijfster
- 17 - Margriet Brandsma, Nederlands radio- en televisiejournaliste
- 17 - Wendy Freedman, Canadees-Amerikaans astronoom en astrofysicus
- 18 - Keith Levene, Brits girarist (overleden 2022)
- 19 - Martin Cross, Brits roeier
- 19 - Jann Hoffmann, Deens darter (overleden 2023)
- 19 - Arendo Joustra, Nederlands journalist
- 21 - Larry Butler, Amerikaans darter
- 21 - Stefan Löfven, Zweeds politicus; premier 2014-2021
- 21 - Jon Lovitz, Amerikaans komiek
- 23 - Theo van Gogh, Nederlands regisseur, televisiemaker en columnist (overleden 2004)
- 23 - Andrew Lange, Amerikaans astrofysicus (overleden 2010)
- 25 - Hans Maldonado, Ecuadoraans voetballer (overleden 1999)
- 25 - Bogdan Musiol, olympisch kampioen bobsleeën
- 26 - Nick de Firmian, Amerikaans schaker
- 27 - Léonie Sazias, Nederlands presentatrice en politica (overleden 2022)
- 27 - Hansi Müller, West-Duits voetballer en Duits voetbalmanager, van gedeeltelijk Roemeense komaf
- 29 - Janwillem Blijdorp, Nederlands kinderboekenschrijver
- 29 - Fumio Kishida, Japans politicus en premier
- 29 - Ulrich Tukur, Duits acteur en muzikant
- 30 - Bert Oosterbosch, Nederlands wielrenner (overleden 1989)
- 30 - Miguel Prince, Colombiaans voetballer en voetbalcoach
- 30 - José Riga, Belgisch voetballer
- 30 - Berdien Stenberg, Nederlands fluitiste
- 30 - Mark Tymchyshyn, Amerikaans acteur

### augustus

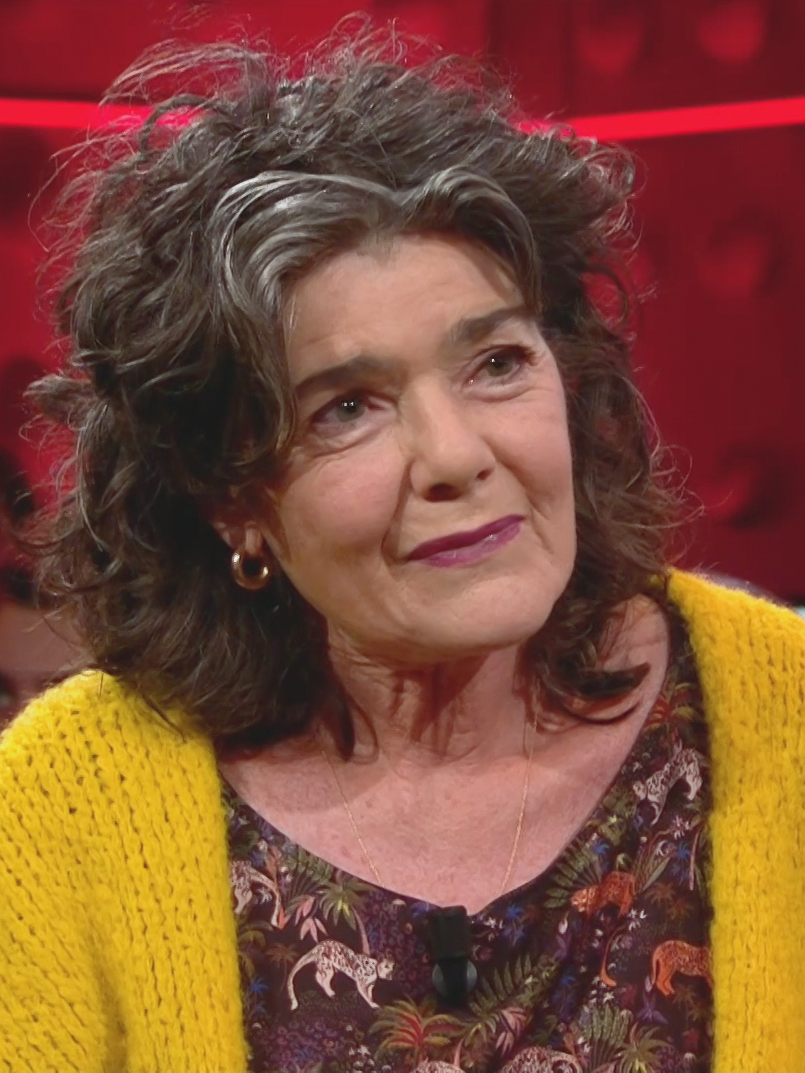
Dieuwertje Blok,
geboren op 8 augustus

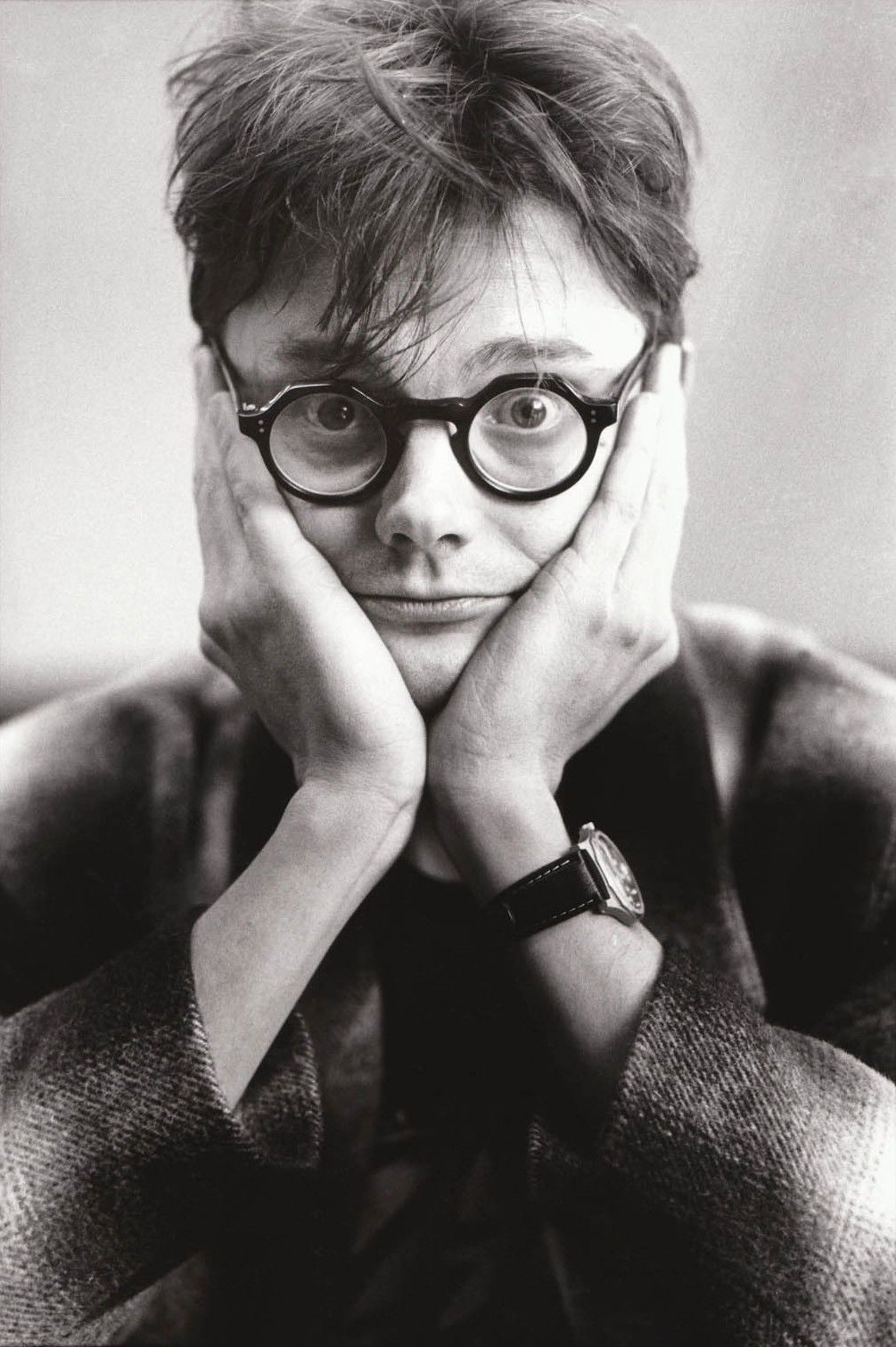
Marcel Vanthilt,
geboren op 24 augustus

- 3 - Bodo Rudwaleit, Oost-Duits voetballer
- 4 - Karel Bouwens, Nederlands voetballer
- 4 - Hilbert van der Duim, Nederlands schaatser
- 7 - Aleksandr Ditjatin, Russisch gymnast
- 8 - Dieuwertje Blok, Nederlands televisiepresentatrice (overleden 2025)
- 8 - Roberto Rojas, Chileens voetbaldoelman
- 9 - Melanie Griffith, Amerikaans actrice
- 11 - Ian Stuart Donaldson, Brits neonazistisch popmuzikant (overleden 1993)
- 12 - Frans de Wit, Nederlands acteur
- 14 - Roland Smeenk, Nederlands cabaretier en muzikant (overleden 1992)
- 15 - Javier Lambán, Spaans politicus (overleden  2025)
- 16 - Phil Murphy, Amerikaans Democratisch politicus
- 17 - Robin Cousins, Brits kunstschaatser
- 18 - Carole Bouquet, Frans actrice en fotomodel
- 18 - Cor van Hout, Nederlands crimineel (overleden 2003)
- 18 - Denis Leary, Amerikaans/Iers stand-upcomedian en acteur
- 18 - Harald Schmidt, Duits acteur, cabaretier en presentator
- 18 - Eric Smaling, Nederlands politicus, hoogleraar en publicist
- 19 - Márta Sebestyén, Hongaars zangeres
- 19 - Chris Soetewey, Belgisch atlete
- 19 - Gerda Verburg, Nederlands vakbondsbestuurder, politica en diplomate
- 20 - Bart Römer, Nederlands televisieproducent en auteur
- 21 - John Howe, Canadees illustrator
- 22 - Steve Davis, Brits snookerspeler
- 23 - Antônio Meneses, Braziliaans cellist (overleden 2024)
- 24 - Stephen Fry, Brits acteur en schrijver
- 24 - Marcel Vanthilt, Belgisch presentator en muzikant
- 24 - Toine van Mierlo, Nederlands voetballer
- 25 - Lizardo Garrido, Chileens voetballer
- 26 - Dominique Dupuy, Frans autocoureur
- 27 - Ton Diepeveen, Nederlands politicus
- 28 - Henk Boeve, Nederlands wielrenner
- 28 - Viktor Christenko, Russisch premier
- 28 - Ivo Josipović, Kroatisch president
- 28 - Manuel Preciado, Spaans voetballer en voetbaltrainer (overleden 2012)
- 28 - Daniel Stern, Amerikaans acteur
- 30 - Patrick Roy, Frans politicus (overleden 2011)

### september

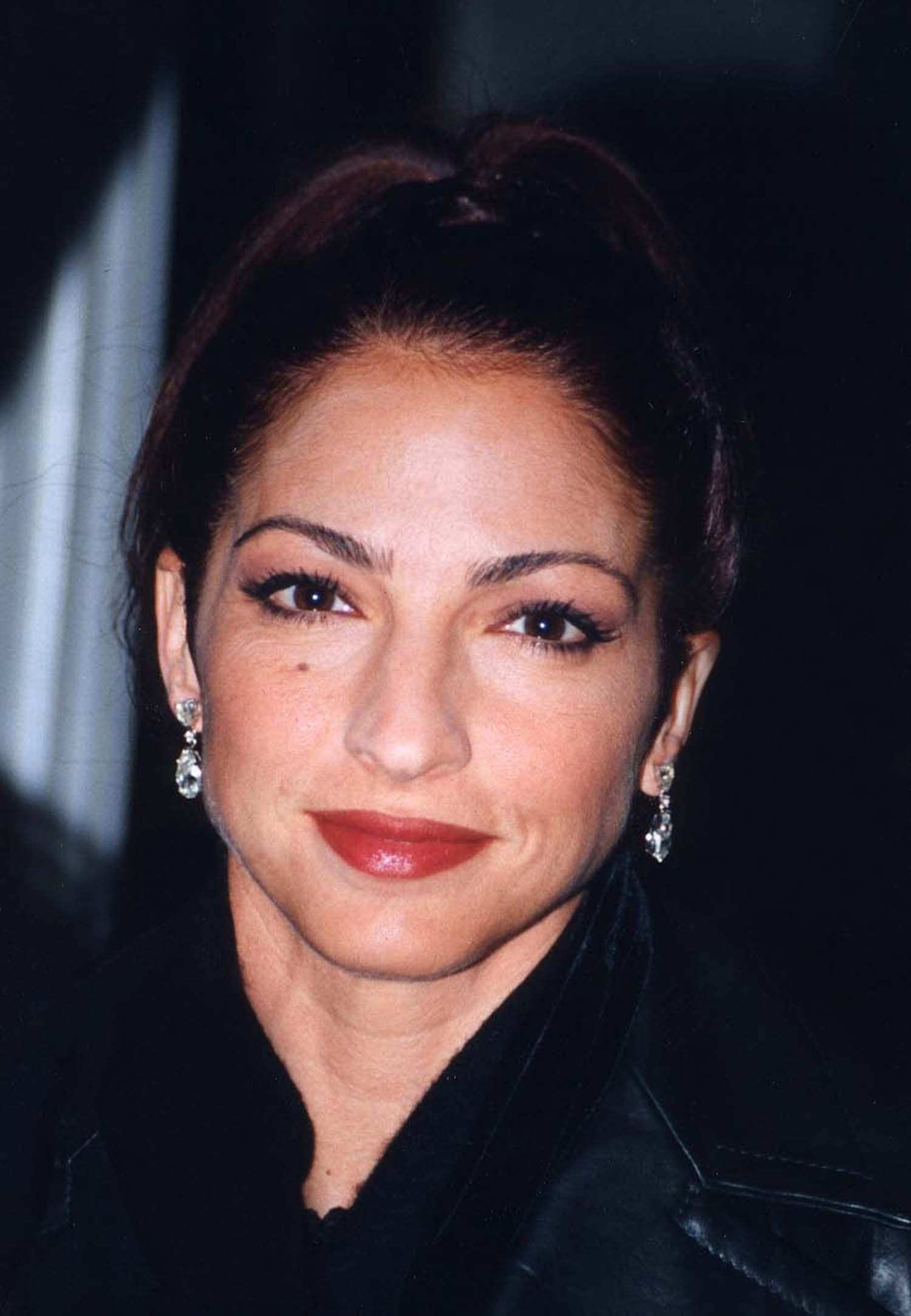
Gloria Estefan,
geboren op 1 september

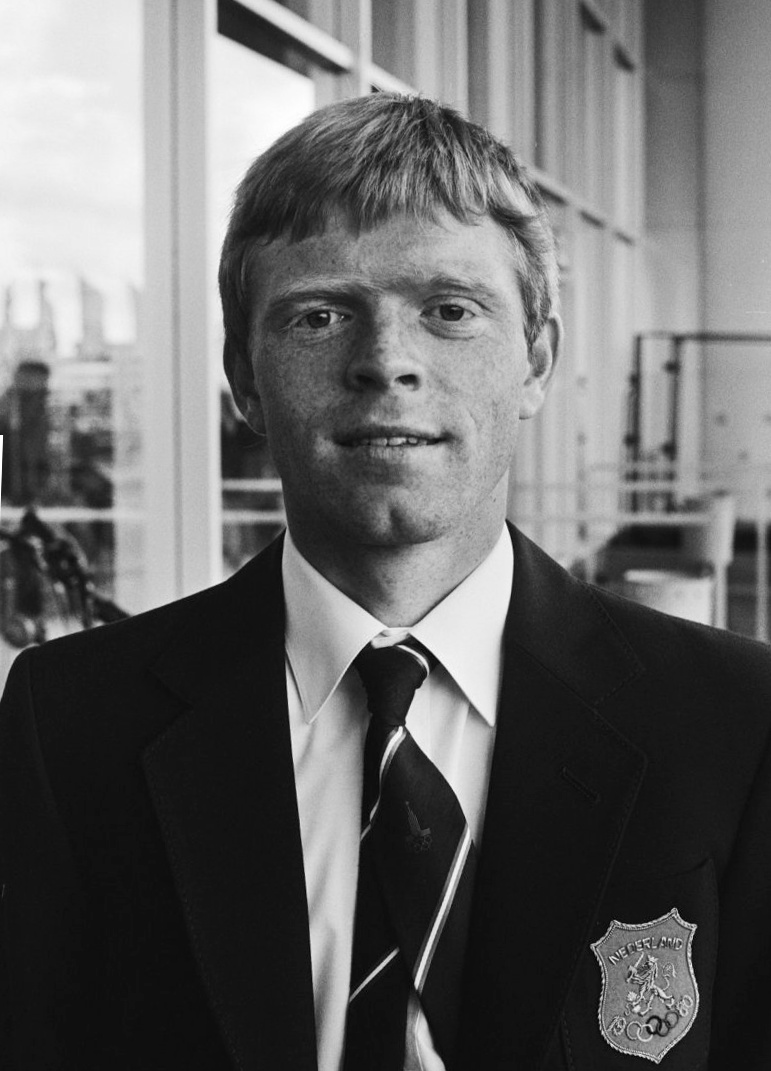
Peter Winnen
geboren op 5 september

- 1 - Gloria Estefan, Cubaans/Amerikaans zangeres
- 1 - Fatma Pehlivan, Belgisch/Turks politica
- 2 - Ingrid Auerswald, Oost-Duits atlete
- 4 - Gidamis Shahanga, Tanzaniaans atleet
- 5 - Marcel Möring, Nederlands schrijver
- 5 - Peter Winnen, Nederlands wielrenner, columnist en schrijver
- 6 - Ron Berteling, Nederlands ijshockeyer en ijshockeycoach
- 6 - Michaëlle Jean, Haïtiaans-Canedees journaliste en bestuurder
- 7 - Ewa Kasprzyk, Pools atlete
- 7 - Michael Kirchner, Amerikaans professioneel worstelaar (overleden 2021)
- 7 - Rolf Wallin, Noors componist
- 10 - Alexander Schabracq, Nederlands beeldend kunstenaar
- 12 - Bud Brocken, Nederlands voetballer
- 12 - Julya Lo'ko, Moluks-Nederlands zangeres
- 12 - Hans Zimmer, Duits componist
- 13 - Ferdinand Marcos jr., vanaf 2022 17e president van de Filipijnen
- 18 - Mark Wells  Amerikaans ijshockeyspeler (overleden 2024)
- 19 - Ria Van Landeghem, Belgisch atlete
- 20 - Henryk Bolesta, Pools voetballer
- 21 - Ethan Coen, Amerikaans filmmaker
- 22 - Nick Cave, Australisch zanger
- 22 - Roger De Vogel, Belgisch atleet (overleden 2021)
- 24 - Steve Foster, Engels voetballer
- 24 - Sibongile Khumalo, Zuid-Afrikaans zangeres (overleden 2021)
- 24 - Jean-Paul Schlatter, Belgisch atleet
- 24 - Tongo, Peruviaans singer-songwriter, acteur, komiek, youtuber en politicus (overleden 2023)
- 25 - Michael Madsen, Amerikaans acteur (overleden 2025)
- 26 - Klaus Augenthaler, Duits voetballer en voetbaltrainer
- 26 - Luigi De Canio, Italiaanse voetballer en voetbaltrainer
- 27 - Jacques Borlée, Belgisch atleet en atletiekcoach
- 27 - Peter Sellars, Amerikaans toneelregisseur
- 30 - Fran Drescher, Amerikaans comédienne en actrice
- 30 - Wilfried de Jong, Nederlands theater- en televisieprogrammamaker en schrijver

### oktober

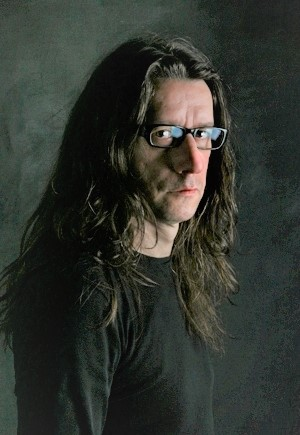
Herman Brusselmans,
geboren op 9 oktober

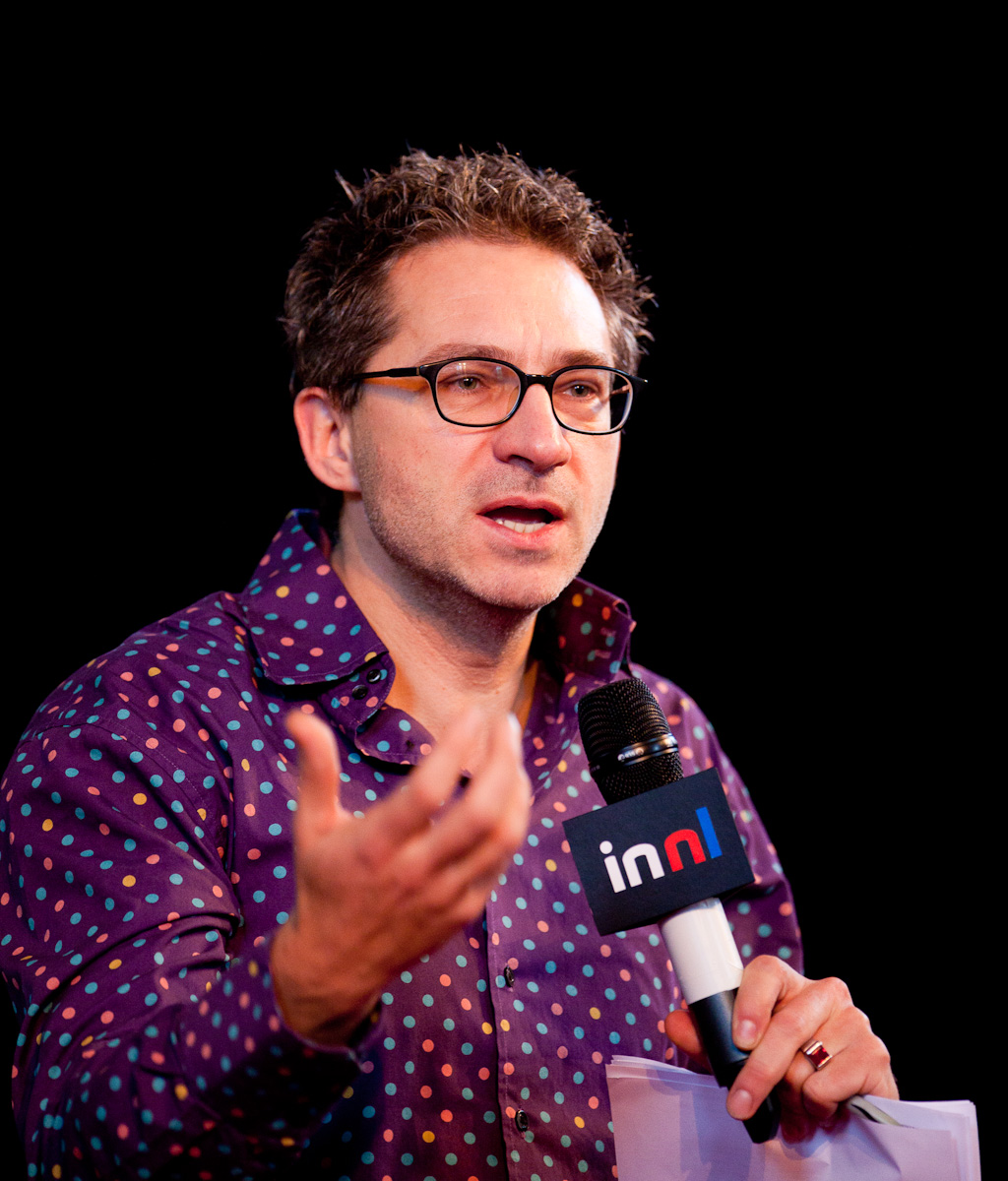
Frénk van der Linden,
geboren op 14 oktober

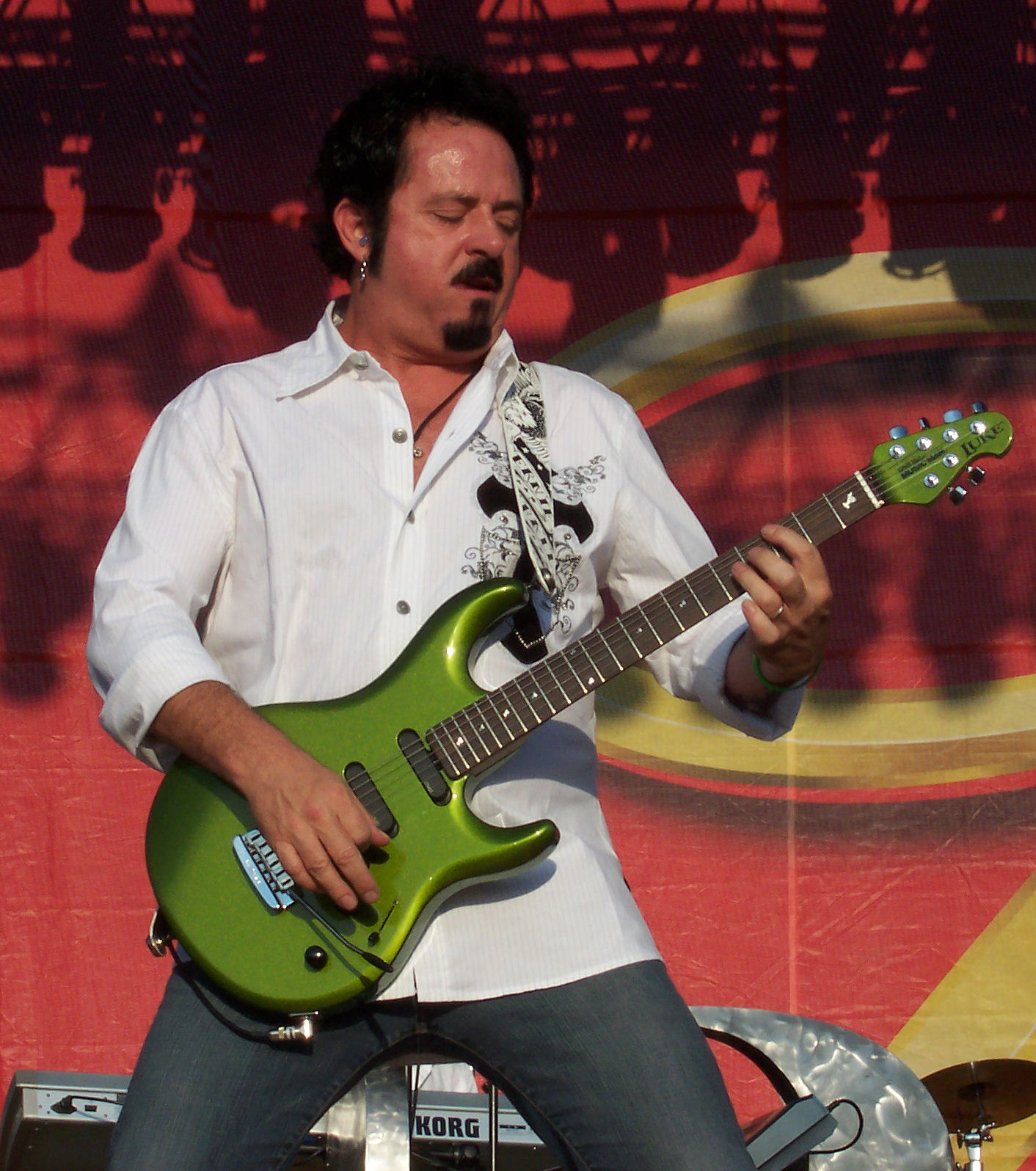
Steve Lukather,
geboren op 21 oktober

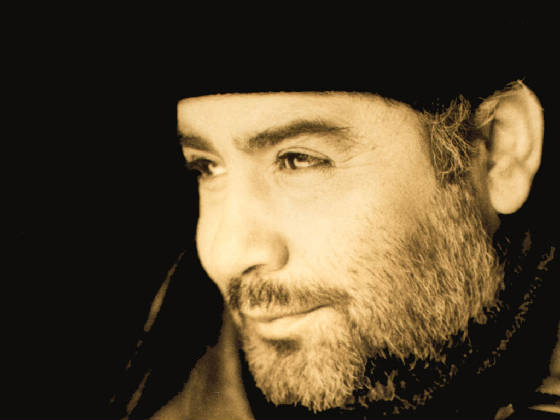
Ahmet Kaya,
geboren op 28 oktober

- 1 - Yvette Freeman, Amerikaans actrice, scenarioschrijfster, filmproducente en -regisseuse
- 2 - Janry (= Jean-Richard Geurts), Belgisch stripauteur
- 2 - Osman Kavala, Turks ondernemer en filantroop
- 3 - Adolfo Horta, Cubaans bokser (overleden 2016)
- 3 - Finn Lambek, Deens voetbalscheidsrechter
- 4 - Brigitte De Leeuw, Belgisch atlete
- 4 - Kenneth Jaliens, Surinaams voetbaltrainer
- 5 - Haydn Gwynne, Brits actrice (overleden 2023)
- 5 - Hans Koeleman, Nederlands atleet
- 5 - Bernie Mac, Amerikaans komiek en acteur (overleden 2008)
- 6 - Bruce Grobbelaar, Zimbabwaans voetbaldoelman
- 7 - Peter Nissen, Nederlands theoloog, kerkhistoricus, hoogleraar en predikant
- 7 - Michael W. Smith, Amerikaans zanger
- 8 - Antonio Cabrini, Italiaans voetballer en voetbaltrainer
- 8 - Olga Krisjtop, Russisch atlete
- 9 - Herman Brusselmans, Belgisch schrijver
- 9 - Vitali Daraselia, Sovjet-Georgisch voetballer (overleden 1982)
- 9 - Osvaldo Vargas, Chileens voetballer
- 10 - Dirk Heyne, Oost-Duits voetballer en voetbalcoach
- 11 - Branko Čulina, Kroatisch voetballer en voetbaltrainer
- 11 - Francky Dury, Belgisch voetballer en voetbaltrainer
- 11 - Luciano Favero, Italiaans voetballer
- 11 - Dawn French, Brits actrice, lid van het duo French and Saunders
- 11 - Hans Gerritsen, Nederlands gedeputeerde
- 11 - Martin Wimmer, Duits motorcoureur
- 13 - Tom Ordelman, Nederlands schrijver, dichter, journalist, publicist en literair vertaler (overleden 2016)
- 14 - Frénk van der Linden, Nederlands journalist
- 15 - Marco Cornez, Chileens voetballer (overleden 2022)
- 15 - Mira Nair, Indiaas regisseur en producent
- 18 - Tom Egbers, Nederlands sportverslaggever
- 18 - Precious Wilson - Jamaicaans zangeres
- 20 - Piet Wijnberg, Nederlands voetballer (overleden 2021)
- 21 - Steve Lukather, Amerikaans muzikant
- 23 - Paul Kagame, Rwandees president
- 23 - Tom Kok, Nederlands politicus en omroepvoorzitter (AVRO)
- 23 - Adam Nawałka, Pools voetballer en voetbalcoach
- 23 - Graham Rix, Engels voetballer en voetbalcoach
- 24 - Patrick Debucke, Belgisch kajakker
- 24 - Steve Dunn, Engels voetbalscheidsrechter
- 24 - Marjon van Royen, Nederlands journaliste en publiciste
- 25 - Piet Wildschut, Nederlands voetballer
- 26 - Dwight Lodeweges, Nederlands voetballer en voetbaltrainer
- 27 - Cilly Dartell, Nederlands radio- en televisiepresentatrice (overleden 2023)
- 27 - Glenn Hoddle, Engels voetballer en voetbaltrainer
- 27 - Guy Nulens, Belgisch wielrenner
- 28 - Hernán Darío Herrera, Colombiaans voetballer
- 28 - Stephen Morris, Brits popmuzikant
- 28 - Ahmet Kaya, Koerdisch-Turkse muzikant
- 30 - Rob Ehrens, Nederlands springruiter en bondscoach
- 31 - Toon Gerbrands, Nederlands sportcoach en manager

### november

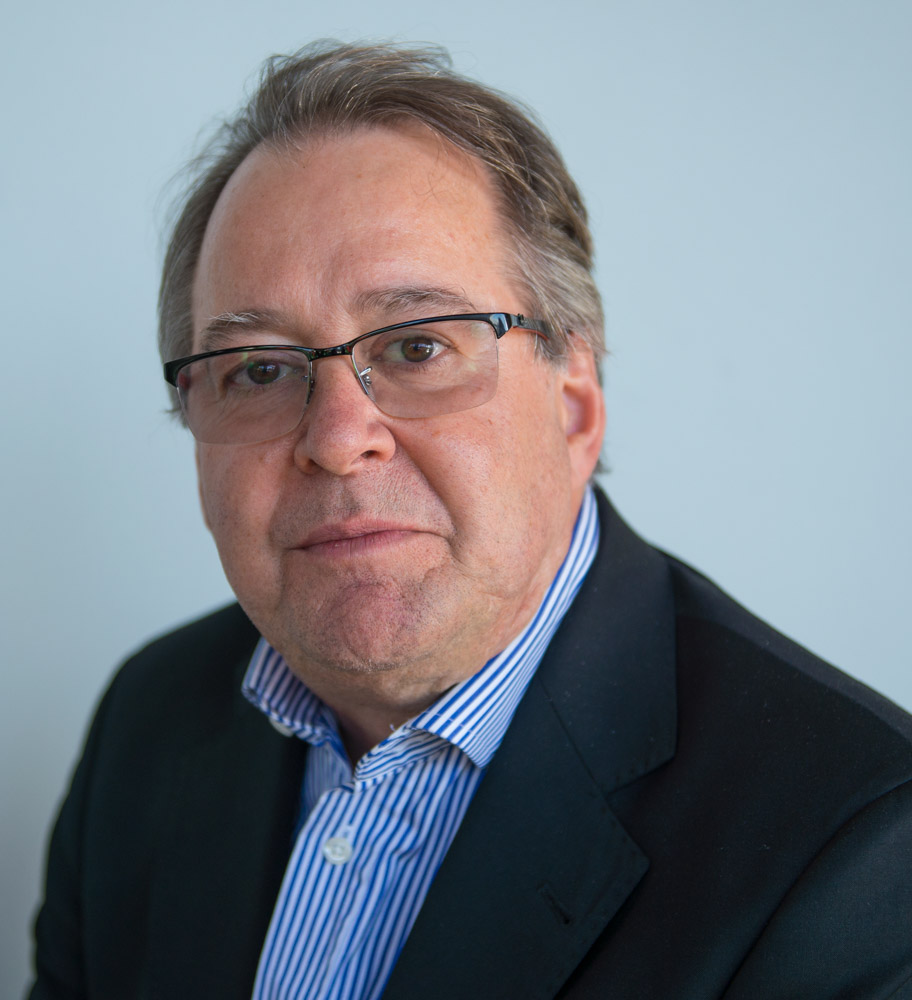
Göran Ragnerstam,
geboren op 7 november

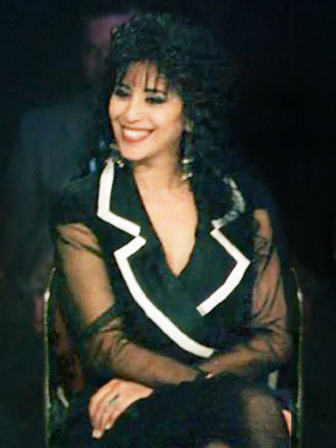
Ofra Haza,
geboren op 19 november

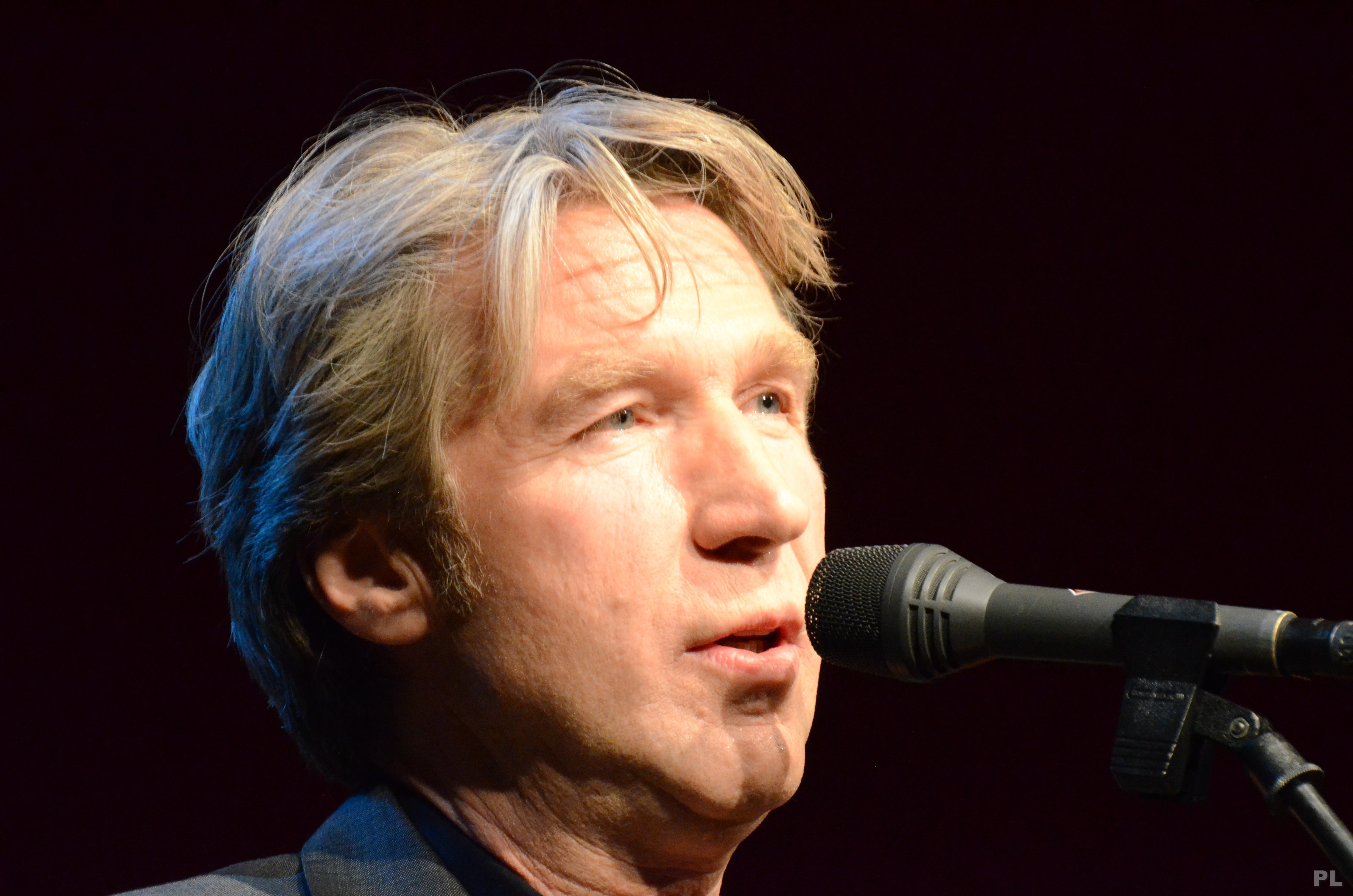
Frank Boeijen,
geboren op 27 november

- 2 - Lucien Favre, Zwitsers voetballer en voetbalcoach
- 3 - Tony Humphries, Amerikaans dj
- 3 - Dolph Lundgren, Zweeds acteur en regisseur
- 4 - Tony Abbott, Australisch politicus
- 5 - Dick Benschop, Nederlands politicus en bestuurder
- 6 - Cam Clarke, Amerikaans stemacteur en zanger
- 7 - Bill Froberg, Amerikaans honkballer en honkbalcoach (overleden 2020)
- 7 - Göran Ragnerstam, Zweeds acteur
- 8 - Leen Ryckaert, Belgisch psychologe
- 9 - Pierre Audi, Frans-Libanees opera- en theaterregisseur (overleden 2025)
- 12 - Ivan Šuker, Kroatisch econoom en politicus (overleden 2023)
- 13 - Greg Abbott, Amerikaans republikeins politicus
- 13 - Philomena Bijlhout, Nederlands/Surinaams presentatrice en politica (LPF)
- 13 - Luisinho das Arábias, Braziliaans voetballer (overleden 1989)
- 13 - Willem van de Sande Bakhuyzen, Nederlands regisseur (overleden 2005)
- 14 - Frank Affolter, Nederlands pianist, componist en theaterproducent
- 15 - Yep Kramer, Nederlands schaatser
- 19 - Ofra Haza, Israëlisch zangeres (overleden 2000)
- 20 - Stefan Bellof, Duits autocoureur (overleden 1985)
- 22 - Jan Egeland, Noors politicus en diplomaat
- 22 - Dirk van Weelden, Nederlands schrijver
- 23 - William Kaelin jr., Amerikaans hoogleraar en Nobelprijswinnaar
- 23 - Annet Malherbe, Nederlands actrice
- 25 - Bénédicte Ficq, Nederlands advocate
- 26 - Matthias Reim, Duits zanger
- 26 - Valer Toma, Roemeens roeier
- 27 - Frank Boeijen, Nederlands zanger
- 27 - Caroline Kennedy, Amerikaans celebrity, dochter van John F. Kennedy en Jacqueline Kennedy Onassis
- 27 - Thea van Rijnsoever, Nederlands wielrenster
- 30 - Richard Barbieri, Engels muzikant (Japan)
- 30 - Wijnand Duyvendak, Nederlands politicus
- 30 - Marcel Gelauff, Nederlands tv-journalist; hoofdredacteur van het NOS-journaal

### december

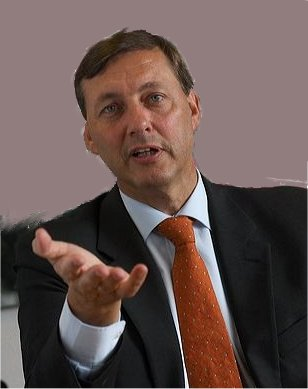
Paul Rüpp,
geboren op 10 december

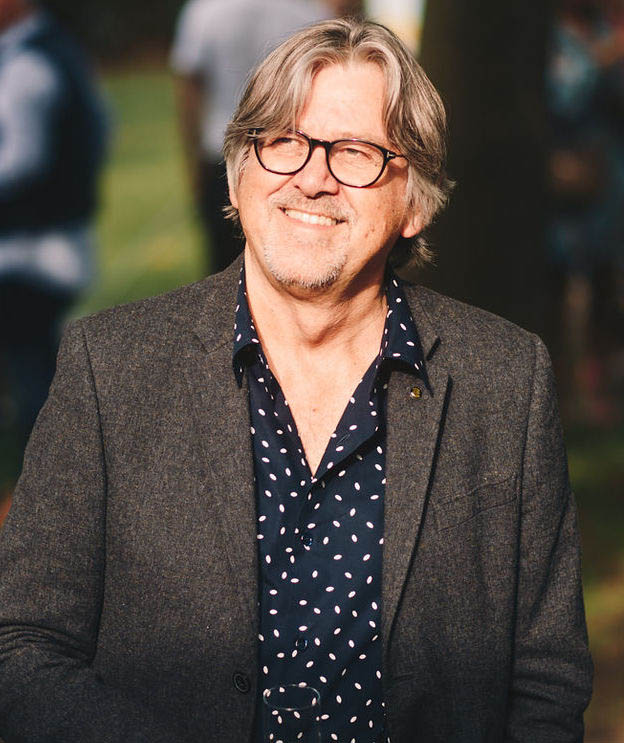
Jan Bosschaert,
geboren op 15 december

- 1 - Tjahjo Kumolo, Indonesisch politicus (overleden 2022)
- 3 - Frido Croes, Arubaans politicus (overleden 2020)
- 6 - Adrian Borland, Brits zanger, muzikant en muziekproducent (overleden 1999)
- 6 - Andrew Cuomo, Amerikaans Democratisch politicus; gouverneur van de staat New York (2011-2021)
- 8 - Sonja Becq, Belgisch politica en bestuurster
- 8 - Michail Kasjanov  Russisch politicus; premier 2000-2004
- 10 - Paul Rüpp, Nederlands burgemeester (overleden 2023)
- 11 - Albert Hedderich, West-Duits roeier
- 12 - Joan Donoghue, Amerikaans jurist, hoogleraar en rechter
- 12 - Sheila E., Amerikaans percussioniste en zangeres
- 12 - Serge Larivière, Belgisch acteur (overleden 2018)
- 12 - Elvira Sweet, Nederlands politica
- 12 - Susanna Tamaro, Italiaans schrijfster
- 13 - Steve Buscemi, Amerikaans acteur
- 13 - Jean-Marie Messier, Frans zakenman
- 13 - Rick van Ravenswaay, Surinaams politicus
- 15 - Charles Bolling Jr, Amerikaans golfer
- 16 - Jan Bosschaert, Belgisch striptekenaar en illustrator
- 16 - Patricio Reyes, Chileens voetballer
- 18 - Fieke Boekhorst, Nederlands hockeyster
- 18 - Erik Meynen, Belgisch stripauteur
- 20 - Billy Bragg, Engels singer-songwriter
- 20 - Karin Spaink, Nederlands activiste, columniste, essayiste, publiciste, schrijfster en feministe
- 20 - Trix de Roos, Nederlands politica
- 23 - Rob Barel, Nederlands triatleet
- 24 - Hamid Karzai, Afghaans president
- 25 - Ed Groot, Nederlands financieel journalist en columnist
- 25 - Shane MacGowan, Iers zanger en muzikant (overleden 2023)
- 25 - Jan Rot, Nederlands muzikant (overleden 2022)
- 27 - Conrad Robertson, Nieuw-Zeelands roeier
- 27 - Marleen Van den Bussche, Belgisch politica
- 27 - Pascale Vandegeerde, Belgisch communistisch activiste (overleden 2022)
- 30 - Rod Harrington, Engels darter
- 30 - Nick Skelton, Brits springruiter
- 31 - Fabrizio Meoni, Italiaans motorcoureur (overleden 2005)

### datum onbekend
- Elma Drayer, Nederlands journaliste en columniste
- Gert de Graaff, Nederlands filmregisseur
- Folkert Jensma, Nederlands journalist
- Pim Kops, Nederlands muzikant (De Dijk)
- Dido Michielsen, Nederlands schrijfster
- Gerard Mooy, Nederlands  kunstschilder
- Rudi Rotthier, Belgisch journalist en schrijver van reisverhalen
- Ed Wubbe, Nederlands choreograaf (Scapino Ballet)
- Thomas Fehlmann, Duits muzikant
- Majid Bekkas, Marokkaans muzikant

## Overleden
Zie Lijst van personen overleden in 1957

## Weerextremen in België
- maart: Maart met hoogste gemiddelde temperatuur: 9,5 °C (normaal : 5,9 °C). Ex aequo met 1991.
- 5 mei: Sneeuwbuien in Brussel.
- 3 juni: 89 mm neerslag van Terhulpen, na onweerachtige buien.
- 30 juni: Temperatuur boven 30 °C op de Baraque Michel(Jalhay).
- 1 juli: In 24 uur in Rochefort 138 mm neerslag.
- 6 juli: Windstoot van 150 km/h in Oostende. Temperatuur tot 31,5 °C op de Baraque Michel en 38,1 °C in Ezemaal (Landen).
- 8 augustus: 66 mm neerslag in Genk en 70 mm in Diest.
- 30 augustus: Minimumtemperatuur in Stavelot 1,5 °C.
- 13 september: Onweders, vergezeld van hagel en hevige wind, veroorzaken schade in het hele land.

Bron: KMI Gegevens Ukkel 1901-2003  met aanvullingen